# 1985
| [ Edytuj tabelę ]                                                | |
| Przewodniczący Rady Państwa                                      | - 1972 Henryk Jabłoński 1985 - 1985 Wojciech Jaruzelski 1989                                                                       |
| Premier Polski                                                   | - 1981 Wojciech Jaruzelski 1985 - 1985 Zbigniew Messner 1988                                                                       |
| Prezydent Polski na uchodźstwie                                  | - 1979 Edward Bernard Raczyński 1986                                                                                               |
| Premier rządu RP na uchodźstwie                                  | - 1976 Kazimierz Sabbat 1986 |
| I sekretarz KC PZPR                                              | - 1981 Wojciech Jaruzelski 1989 |
| Prezydent Afganistanu                                            | - 1979 Babrak Karmal 1986 |
| Premier Afganistanu                                              | - 1981 Sultan Ali Kesztmand 1988                                                                                                   |
| Przywódca Albanii                                                | - 1944 Enver Hoxha 1985 - 1985 Ramiz Alia 1991                                                                                     |
| Premier Albanii                                                  | - 1982 Adil Çarçani 1991 |
| Prezydent Algierii                                               | - 1979 Szadli Bendżedid 1992 |
| Premier Algierii                                                 | - 1984 Abdelhamid Brahimi 1988 |
| Współksiążęta Andory                                             | - 1971 Joan Martí i Alanís 2003 - 1981 François Mitterrand 1995                                                                    |
| Premier Andory                                                   | - 1984 Josep Pintat-Solans 1990 |
| Prezydent Angoli                                                 | - 1979 José Eduardo dos Santos 2017                                                                                                |
| Premier Antigui i Barbudy                                        | - 1981 Vere Cornwall Bird 1994 |
| Król Arabii Saudyjskiej                                          | - 1982 Fahd ibn Abd al-Aziz Al Su’ud 2005                                                                                          |
| Prezydent Argentyny                                              | - 1983 Raúl Alfonsín 1989 |
| Premier Australii                                                | - 1983 Bob Hawke 1991 |
| Prezydent Austrii                                                | - 1974 Rudolf Kirchschläger 1986                                                                                                   |
| Kanclerz Austrii                                                 | - 1983 Fred Sinowatz 1986 |
| Premier Bahamów                                                  | - 1973 Lynden Pindling 1992 |
| Emir Bahrajnu                                                    | - 1971 Isa ibn Salman Al Chalifa 1999                                                                                              |
| Premier Bahrajnu                                                 | - 1970 Chalifa ibn Salman Al Chalifa 2020                                                                                          |
| Prezydent Bangladeszu                                            | - 1983 Hossain Mohammad Ershad 1990                                                                                                |
| Premier Bangladeszu                                              | - 1984 Ataur Rahman Khan 1986 |
| Premier Barbadosu                                                | - 1976 Tom Adams 1985 - 1985 Harold St. John 1986                                                                                  |
| Prezydent Birmy                                                  | - 1981 San Yu 1988 |
| Premier Birmy                                                    | - 1977 Maung Maung Kha 1988 |
| Król Belgów                                                      | - 1951 Baudouin 1993 |
| Premier Belgii                                                   | - 1981 Wilfried Martens 1992 |
| Premier Belize                                                   | - 1984 Manuel Esquivel 1989 |
| Prezydent Beninu                                                 | - 1972 Mathieu Kérékou 1991 |
| Król Bhutanu                                                     | - 1972 Jigme Singye Wangchuck 2006                                                                                                 |
| Premier Bhutanu                                                  | - 1964 urząd zniesiony 1998 |
| Prezydent Boliwii                                                | - 1982 Hernán Siles Zuazo 1985 - 1985 Víctor Paz Estenssoro 1989                                                                   |
| Prezydent Botswany                                               | - 1980 Quett Masire 1998 |
| Prezydent Brazylii                                               | - 1979 João Baptista de Oliveira Figueiredo 1985 - 1985 José Sarney 1989                                                           |
| Sułtan Brunei                                                    | - 1967 Hassanal Bolkiah |
| Przywódca Bułgarii                                               | - 1954 Todor Żiwkow 1989 |
| Premier Bułgarii                                                 | - 1981 Grisza Filipow 1986 |
| Prezydent Burkiny Faso                                           | - 1984 Thomas Sankara 1987 |
| Prezydent Burundi                                                | - 1976 Jean-Baptiste Bagaza 1987                                                                                                   |
| Premier Burundi                                                  | - 1978 urząd zniesiony 1988 |
| Prezydent Chile                                                  | - 1973 Augusto Pinochet 1990 |
| Przewodniczący ChRL                                              | - 1983 Li Xiannian 1988 |
| Premier Chin                                                     | - 1980 Zhao Ziyang 1987 |
| Prezydent Cypru                                                  | - 1977 Spiros Kiprianu 1988 |
| Prezydent Cypru Północnego                                       | - 1983 Rauf Denktaş 2005 |
| Prezydent Czadu                                                  | - 1982 Hissène Habré 1990 |
| Premier Czadu                                                    | - 1982 urząd zniesiony 1991 |
| Prezydent Czechosłowacji                                         | - 1975 Gustáv Husák 1989 |
| Premier Czechosłowacji                                           | - 1970 Lubomír Štrougal 1988 |
| Król Danii                                                       | - 1972 Małgorzata II 2024 |
| Premier Danii                                                    | - 1982 Poul Schlüter 1993 |
| Dalajlama                                                        | - 1940 Tenzin Gjaco |
| Prezydent Dominikany                                             | - 1982 Salvador Jorge Blanco 1986                                                                                                  |
| Prezydent Dominiki                                               | - 1983 Clarence Seignoret 1993 |
| Premier Dominiki                                                 | - 1980 Eugenia Charles 1995 |
| Prezydent Dżibuti                                                | - 1977 Hasan Guled Aptidon 1999 |
| Premier Dżibuti                                                  | - 1978 Barkat Gourad Hamadou 2001                                                                                                  |
| Prezydent Egiptu                                                 | - 1981 Husni Mubarak 2011 |
| Premier Egiptu                                                   | - 1984 Kamal Hasan Ali 1985 - 1985 Ali Lutfi 1986                                                                                  |
| Prezydent Ekwadoru                                               | - 1984 León Febres Cordero Ribadeneyra 1988                                                                                        |
| Przewodniczący Wojskowej Rady Administracyjnej Etiopii           | - 1977 Mengystu Hajle Marjam 1987                                                                                                  |
| Przew. Komisji Europejskiej                                      | - 1985 Jacques Delors (Francja) 1995                                                                                               |
| Premier Fidżi                                                    | - 1970 Kamisese Mara 1987 |
| Prezydent Filipin                                                | - 1965 Ferdinand Marcos 1986 |
| Prezydent Finlandii                                              | - 1981 Mauno Koivisto 1994 |
| Premier Finlandii                                                | - 1982 Kalevi Sorsa 1987 |
| Prezydent Francji                                                | - 1981 François Mitterrand 1995 |
| Premier Francji                                                  | - 1984 Laurent Fabius 1986 |
| Prezydent Gabonu                                                 | - 1967 Omar Bongo 2009 |
| Premier Gabonu                                                   | - 1975 Léon Mébiame 1990 |
| Prezydent Gambii                                                 | - 1970 Dawda Kairaba Jawara 1994                                                                                                   |
| Prezydent Ghany                                                  | - 1981 Jerry John Rawlings 2001 |
| Prezydent Grecji                                                 | - 1980 Konstandinos Karamanlis 1985 - 1985 Joanis Alewras 1985 - 1985 Christos Sardzetakis 1990                                    |
| Premier Grecji                                                   | - 1981 Andreas Papandreu 1989 |
| Premier Grenady                                                  | - 1984 Herbert Blaize 1989 |
| Prezydent Gujany                                                 | - 1980 Forbes Burnham 1985 - 1985 Desmond Hoyte 1992                                                                               |
| Premier Gujany                                                   | - 1984 Desmond Hoyte 1985 - 1985 Hamilton Green 1992                                                                               |
| Prezydent Gwatemali                                              | - 1983 Óscar Humberto Mejía Victores 1986                                                                                          |
| Prezydent Gwinei                                                 | - 1984 Lansana Conté 2008 |
| Premier Gwinei                                                   | - 1984 urząd zniesiony 1996 |
| Prezydent Gwinei Bissau                                          | - 1984 João Bernardo Vieira 1999                                                                                                   |
| Premier Gwinei Bissau                                            | - 1984 urząd zniesiony 1991 |
| Prezydent Gwinei Równikowej                                      | - 1979 Teodoro Obiang Nguema Mbasogo                                                                                               |
| Premier Gwinei Równikowej                                        | - 1982 Cristino Seriche Bioko 1992                                                                                                 |
| Prezydent Haiti                                                  | - 1971 Jean-Claude Duvalier 1986                                                                                                   |
| Król Hiszpanii                                                   | - 1975 Jan Karol I 2014 |
| Premier Hiszpanii                                                | - 1982 Felipe González 1996 |
| Król Holandii                                                    | - 1980 Beatrycze 2013 |
| Premier Holandii                                                 | - 1982 Ruud Lubbers 1994 |
| Prezydent Hondurasu                                              | - 1982 Roberto Suazo Córdova 1986                                                                                                  |
| Najwyższy przywódca Iranu                                        | - 1979 Ruhollah Chomejni 1989 |
| Prezydent Iranu                                                  | - 1981 Ali Chamenei 1989 |
| Premier Iranu                                                    | - 1981 Mir-Hosejn Musawi 1989 |
| Prezydent Iraku                                                  | - 1979 Saddam Husajn 2003 |
| Premier Iraku                                                    | - 1979 Saddam Husajn 1991 |
| Prezydent Indii                                                  | - 1982 Giani Zail Singh 1987 |
| Premier Indii                                                    | - 1984 Rajiv Gandhi 1989 |
| Prezydent Indonezji                                              | - 1967 Suharto 1998 |
| Prezydent Irlandii                                               | - 1976 Patrick Hillery 1990 |
| Premier Irlandii                                                 | - 1982 Garret FitzGerald 1987 |
| Prezydent Islandii                                               | - 1980 Vigdís Finnbogadóttir 1996                                                                                                  |
| Premier Islandii                                                 | - 1983 Steingrímur Hermannsson 1987                                                                                                |
| Prezydent Izraela                                                | - 1983 Chaim Herzog 1993 |
| Premier Izraela                                                  | - 1984 Szimon Peres 1986 |
| Premier Jamajki                                                  | - 1980 Edward Seaga 1989 |
| Cesarz Japonii                                                   | - 1926 Hirohito 1989 |
| Premier Japonii                                                  | - 1982 Yasuhiro Nakasone 1987 |
| Prezydent Jemenu Południowego                                    | - 1980 Ali Nasir Muhammad 1986 |
| Prezydent Jemenu Północnego                                      | - 1978 Ali Abd Allah Salih 1990 |
| Król Jordanii                                                    | - 1952 Husajn 1999 |
| Premier Jordanii                                                 | - 1984 Ahmad Ubajdat 1985 - 1985 Zajd ar-Rifa’i 1989                                                                               |
| Prezydent Jugosławii                                             | - 1984 Veselin Đuranović 1985 - 1985 Radovan Vlajković 1986                                                                        |
| Premier Jugosławii                                               | - 1982 Milka Planinc 1986 |
| Prezydent Kamerunu                                               | - 1982 Paul Biya |
| Premier Kamerunu                                                 | - 1984 urząd zniesiony 1991 |
| Przywódca Ludowej Republiki Kampuczy                             | - 1972 Heng Samrin 1992 |
| Premier Republiki Kampuczy                                       | - 1985 Hun Sen 1993 |
| Premier Kanady                                                   | - 1984 Brian Mulroney 1993 |
| Emir Kataru                                                      | - 1972 Chalifa ibn Ahmad 1995 |
| Premier Kataru                                                   | - 1971 Chalifa ibn Ahmad 1995 |
| Prezydent Kenii                                                  | - 1978 Daniel Moi 2002 |
| Prezydent Kiribati                                               | - 1983 Ieremia Tabai 1991 |
| Prezydent Kolumbii                                               | - 1982 Belisario Betancur 1986 |
| Prezydent Konga                                                  | - 1979 Denis Sassou-Nguesso 1992                                                                                                   |
| Premier Konga                                                    | - 1984 Ange Édouard Poungui 1989                                                                                                   |
| Patriarcha Konstantynopola                                       | - 1972 Dymitr I 1991 |
| Prezydent Korei Południowej                                      | - 1980 Chun Doo-hwan 1988 |
| Premier Korei Południowej                                        | - 1983 Chin Iee-chong 1985 - 1984 Shin Byung-hyun (p.o.) 1985 - 1985 Lho Shin-yong (p.o.) 1985 - 1985 Lho Shin-yong 1987           |
| Prezydent KRLD                                                   | - 1972 Kim Il Sŏng 1994 |
| Premier KRLD                                                     | - 1984 Kang Sŏng San 1986 |
| Prezydent Kostaryki                                              | - 1982 Luis Alberto Monge 1986 |
| Przewodniczący Rady Państwa Kuby                                 | - 1976 Fidel Castro 2008 |
| Emir Kuwejtu                                                     | - 1977 Dżabir III 2006 |
| Premier Kuwejtu                                                  | - 1978 Sad al-Abd Allah as-Salim as-Sabah 2003                                                                                     |
| Prezydent Laosu                                                  | - 1975 Tiao Souphanouvong 1991 |
| Król Lesotho                                                     | - 1966 Moshoeshoe II 1990 |
| Premier Lesotho                                                  | - 1965 Leabua Jonathan 1986 |
| Prezydent Libanu                                                 | - 1982 Amin al-Dżumajjil 1988 |
| Premier Libanu                                                   | - 1984 Raszid Karami 1987 |
| Prezydent Liberii                                                | - 1980 Samuel Doe 1990 |
| Przywódca Libii                                                  | - 1969 Mu’ammar al-Kaddafi 2011 |
| Premier Libii                                                    | - 1984 Muhammad az-Zarruk Radżab 1986                                                                                              |
| Sekretarz generalny PKL Libii                                    | - 1984 Miftah al-Usta Umar 1990 |
| Książę Liechtensteinu                                            | - 1938 Franciszek Józef II 1989 |
| Premier Liechtensteinu                                           | - 1978 Hans Brunhart 1993 |
| Premier Litwyna emigracji                                        | - 1983 Stasys Antanas Bačkis 1987                                                                                                  |
| Wielki książę Luksemburga                                        | - 1964 Jan 2000 |
| Premier Luksemburga                                              | - 1984 Jacques Santer 1995 |
| Prezydent Madagaskaru                                            | - 1975 Didier Ratsiraka 1993 |
| Premier Madagaskaru                                              | - 1977 Désiré Rakotoarijaona 1988                                                                                                  |
| Prezydent Malawi                                                 | - 1966 Hastings Kamuzu Banda 1994                                                                                                  |
| Prezydent Malediwów                                              | - 1978 Maumun ̓Abdul Gajum 2008 |
| Król Malezji                                                     | - 1984 Iskandar 1989 |
| Premier Malezji                                                  | - 1981 Mahathir bin Mohamad 2003                                                                                                   |
| Prezydent Mali                                                   | - 1968 Moussa Traoré 1991 |
| Premier Mali                                                     | - 1969 urząd zniesiony 1986 |
| Prezydent Malty                                                  | - 1982 Agatha Barbara 1987 |
| Premier Malty                                                    | - 1984 Karmenu Mifsud Bonnici 1987                                                                                                 |
| Król Maroka                                                      | - 1961 Hassan II 1999 |
| Premier Maroka                                                   | - 1983 Mohammed Karim Lamrani 1986                                                                                                 |
| Prezydent Mauretanii                                             | - 1984 Maawija uld Sid’Ahmad Taja 2005                                                                                             |
| Premier Mauretanii                                               | - 1984 Maawija uld Sid’Ahmad Taja 1992                                                                                             |
| Premier Mauritiusa                                               | - 1982 Anerood Jugnauth 1995 |
| Prezydent Meksyku                                                | - 1982 Miguel de la Madrid 1988 |
| Książę Monako                                                    | - 1949 Rainier III 2005 |
| Minister stanu Monako                                            | - 1981 Jean Herly 1985 - 1985 Jean Ausseil 1991                                                                                    |
| Przewodniczący Prezydium Wielkiego Churału Ludowego Mongolii     | - 1984 Dżambyn Batmönch 1990 |
| Premier Mongolii                                                 | - 1984 Dumaagijn Sodnom 1990 |
| Prezydent Mozambiku                                              | - 1975 Samora Machel 1986 |
| Sekretarz generalny NATO                                         | - 1984 Peter Carington (Wielka Brytania) 1988                                                                                      |
| Prezydent Nauru                                                  | - 1978 Hammer DeRoburt 1986 |
| Król Nepalu                                                      | - 1972 Birendra 2001 |
| Premier Nepalu                                                   | - 1983 Lokendra Bahadur Chand 1986                                                                                                 |
| Prezydent Niemiec                                                | - 1984 Richard von Weizsäcker 1994                                                                                                 |
| Kanclerz Niemiec                                                 | - 1982 Helmut Kohl 1998 |
| Prezydent Nigru                                                  | - 1974 Seyni Kountché 1987 |
| Premier Nigru                                                    | - 1983 Hamid Algabid 1988 |
| Prezydent Nigerii                                                | - 1983 Muhammadu Buhari 1985 - 1985 Ibrahim Babangida 1993                                                                         |
| Prezydent Nikaragui                                              | - 1979 junta 1985 - 1985 Daniel Ortega 1990                                                                                        |
| Król Norwegii                                                    | - 1957 Olaf V 1991 |
| Premier Norwegii                                                 | - 1981 Kåre Willoch 1986 |
| Premier Nowej Zelandii                                           | - 1984 David Lange 1989 |
| Przewodniczący Rady Państwa NRD                                  | - 1976 Erich Honecker 1989 |
| Premier NRD                                                      | - 1976 Willi Stoph 1989 |
| Sułtan Omanu                                                     | - 1970 Kabus ibn Sa’id 2020 |
| Sekretarz generalny ONZ                                          | - 1982 Javier Pérez de Cuéllar (Peru) 1991                                                                                         |
| Prezydent Pakistanu                                              | - 1978 Muhammad Zia ul-Haq 1988 |
| Premier Pakistanu                                                | - 1977 urząd zniesiony 1985 - 1985 Mohammad Khan Junejo 1988                                                                       |
| Prezydent Palau                                                  | - 1981 Haruo Remeliik 1985 - 1985 Thomas Remengesau (tymcz.) 1985 - 1985 Alfonso Oiterong 1985 - 1985 Lazarus Salii 1988           |
| Prezydent Panamy                                                 | - 1984 Nicolás Ardito Barletta Vallarino 1985 - 1985 Eric Arturo Delvalle (p.o.) 1988                                              |
| Wojskowy przywódca Panamy                                        | - 1983 Manuel Noriega 1989 |
| Papież                                                           | - 1978 Jan Paweł II 2005 |
| Premier Papui-Nowej Gwinei                                       | - 1982 Michael Somare 1985 - 1985 Paias Wingti 1988                                                                                |
| Prezydent Paragwaju                                              | - 1954 gen. Alfredo Stroessner 1989                                                                                                |
| Prezydent Peru                                                   | - 1980 Fernando Belaúnde Terry 1985 - 1985 Alan García Pérez 1990                                                                  |
| Premier Peru                                                     | - 1979 Pedro Richter Prada 1985 - 1984 Luis Pércovich 1985 - 1985 Luis Alva Castro 1987                                            |
| Prezydent Południowej Afryki                                     | - 1984 Pieter Botha 1989 |
| Prezydent Portugalii                                             | - 1976 António Ramalho Eanes 1986                                                                                                  |
| Premier Portugalii                                               | - 1983 Mário Soares 1985 - 1985 Anibal Cavaco Silva 1995                                                                           |
| Sekretarz generalny Rady Europy                                  | - 1984 Marcelino Oreja Aguirre (Hiszpania) 1989                                                                                    |
| Prezydent Republiki Środkowoafrykańskiej                         | - 1981 André Kolingba 1993 |
| Premier Republiki Środkowoafrykańskiej                           | - 1981 urząd zniesiony 1991 |
| Prezydent Republiki Zielonego Przylądka                          | - 1975 Aristides Pereira 1991 |
| Premier Republiki Zielonego Przylądka                            | - 1975 Pedro Pires 1991 |
| Prezydent Rumunii                                                | - 1967 Nicolae Ceaușescu 1989 |
| Premier Rumunii                                                  | - 1982 Constantin Dăscălescu 1989                                                                                                  |
| Prezydent Rwandy                                                 | - 1973 Juvénal Habyarimana 1994 |
| Premier Saint Kitts i Nevis                                      | - 1983 Kennedy Simonds 1995 |
| Premier Saint Lucia                                              | - 1982 John Compton 1996 |
| Premier Saint Vincent i Grenadyn                                 | - 1984 James Fitz-Allen Mitchell 2000                                                                                              |
| Prezydent Salwadoru                                              | - 1984 José Napoleón Duarte 1989                                                                                                   |
| O le Ao o le Malo Samoa                                          | - 1962 Malietoa Tanumafili II 2007                                                                                                 |
| Premier Samoa                                                    | - 1982 Tofilau Eti Alesana 1985 - 1985 Vaʻai Kolone 1988                                                                           |
| Kapitanowie regenci San Marino                                   | - 1984 Marino Bollini Giuseppe Amici 1985 - 1985 Enzo Colombini Severiano Tura 1985 - 1985 Pier Paolo Gasperoni Ubaldo Biordi 1986 |
| Sekretarz Stanu do spraw Politycznych i Zagranicznych San Marino | - 1978 Giordano Bruno Reffi 1986                                                                                                   |
| Prezydent Senegalu                                               | - 1981 Abdou Diouf 2000 |
| Premier Senegalu                                                 | - 1983 urząd zniesiony 1991 |
| Prezydent Seszeli                                                | - 1977 France-Albert René 2004 |
| Prezydent Sierra Leone                                           | - 1971 Siaka Stevens 1985 - 1985 Joseph Saidu Momoh 1992                                                                           |
| Prezydent Singapuru                                              | - 1981 Devan Nair 1985 - 1985 Wee Chong Jin (p.o.) 1985 - 1985 Yeoh Ghim Seng (p.o.) 1985 - 1985 Wee Kim Wee 1993                  |
| Premier Singapuru                                                | - 1965 Lee Kuan Yew 1990 |
| Prezydent Somalii                                                | - 1969 Mohammed Siad Barre 1991 |
| Premier Somalii                                                  | - 1970 urząd zniesiony 1987 |
| Prezydent Sri Lanki                                              | - 1978 Junius Jayewardene 1989 |
| Premier Sri Lanki                                                | - 1978 Ranasinghe Premadasa 1989                                                                                                   |
| Król Suazi                                                       | - 1983 Ntombi (królowa-regentka) 1986                                                                                              |
| Premier Suazi                                                    | - 1983 Bhekimpi Dlamini 1986 |
| Prezydent Sudanu                                                 | - 1969 Dżafar Muhammad an-Numajri 1985 - 1985 Abd ar-Rahman Siwar az-Zahab 1986                                                    |
| Premier Sudanu                                                   | - 1977 Dżafar Muhammad an-Numajri 1985 - 1985 Al-Dżazuli Dafalla 1986                                                              |
| Prezydent Surinamu                                               | - 1982 Fred Ramdat Misier 1988 |
| Prezydent Syrii                                                  | - 1971 Hafiz al-Asad 2000 |
| Premier Syrii                                                    | - 1980 Abd ar-Ra’uf al-Kasm 1987                                                                                                   |
| Prezydent Szwajcarii                                             | - 1985 Kurt Furgler 1985 |
| Król Szwecji                                                     | - 1973 Karol XVI Gustaw |
| Premier Szwecji                                                  | - 1982 Olof Palme 1986 |
| Król Tajlandii                                                   | - 1946 Bhumibol Adulyadej 2016 |
| Premier Tajlandii                                                | - 1980 Prem Tinsulanonda 1988 |
| Prezydent Tajwanu                                                | - 1978 Chiang Ching-kuo 1988 |
| Prezydent Tanzanii                                               | - 1964 Julius Nyerere 1985 - 1985 Ali Hassan Mwinyi 1995                                                                           |
| Premier Tanzanii                                                 | - 1984 Salim Ahmed Salim 1985 - 1985 Joseph Warioba 1990                                                                           |
| Prezydent Togo                                                   | - 1967 Gnassingbé Eyadéma 2005 |
| Premier Togo                                                     | - 1961 urząd zniesiony 1991 |
| Król Tonga                                                       | - 1965 Taufaʻahau Tupou IV 2006 |
| Premier Tonga                                                    | - 1965 Sione Ngū Manumataongo Uelingatoni 1991                                                                                     |
| Prezydent Trynidadu i Tobago                                     | - 1976 Ellis Clarke 1987 |
| Premier Trynidadu i Tobago                                       | - 1981 George Chambers 1986 |
| Prezydent Tunezji                                                | - 1957 Habib Burgiba 1987 |
| Premier Tunezji                                                  | - 1980 Muhammad Mizali 1986 |
| Prezydent Turcji                                                 | - 1980 Kenan Evren 1989 |
| Premier Turcji                                                   | - 1983 Turgut Özal 1989 |
| Prezydent Ugandy                                                 | - 1980 Milton Obote 1985 |
| Premier Ugandy                                                   | - 1980 Otema Allimadi 1985 - 1985 Paulo Muwanga 1985 - 1985 Abraham Waligo 1986                                                    |
| Prezydent Urugwaju                                               | - 1981 Gregorio Álvarez 1985 - 1985 Rafael Addiego Brun (p.o.) 1985 - 1985 Julio María Sanguinetti 1990                            |
| Prezydent USA                                                    | - 1981 Ronald Reagan 1989 |
| Prezydent Vanuatu                                                | - 1984 George Kalkoa 1989 |
| Premier Vanuatu                                                  | - 1980 Walter Lini 1991 |
| Prezydent Wenezueli                                              | - 1984 Jaime Lusinchi 1989 |
| Prezydent Węgier                                                 | - 1967 Pál Losonczi 1987 |
| Premier Węgier                                                   | - 1975 György Lázár 1987 |
| Monarcha Wielkiej Brytanii                                       | - 1952 Elżbieta II 2022 |
| Premier Wielkiej Brytanii                                        | - 1979 Margaret Thatcher 1990 |
| Prezydent Wietnamu                                               | - 1981 Rada Państwa 1992 |
| Premier Wietnamu                                                 | - 1976 Phạm Văn Đồng 1987 |
| Prezydent Włoch                                                  | - 1978 Sandro Pertini 1985 - 1985 Francesco Cossiga 1992                                                                           |
| Premier Włoch                                                    | - 1983 Bettino Craxi 1987 |
| Prezydent WKS                                                    | - 1960 Félix Houphouët-Boigny 1993                                                                                                 |
| Premier WKS                                                      | - 1960 urząd zniesiony 1990 |
| Prezydent Wysp Świętego Tomasza i Książęcej                      | - 1975 Manuel Pinto da Costa 1991                                                                                                  |
| Prezydent Zambii                                                 | - 1964 Kenneth Kaunda 1991 |
| Prezydent Zairu                                                  | - 1971 Mobutu Sese Seko 1997 |
| Prezydent Zimbabwe                                               | - 1980 Canaan Banana 1987 |
| Premier Zimbabwe                                                 | - 1980 Robert Mugabe 1987 |
| Prezydent ZEA                                                    | - 1971 Zajid ibn Sultan Al Nahajjan 2004                                                                                           |
| Premier ZEA                                                      | - 1979 Raszid ibn Said al-Maktum 1990                                                                                              |
| Przywódca ZSRR                                                   | - 1984 Konstantin Czernienko 1985 - 1985 Michaił Gorbaczow 1991                                                                    |
| Premier ZSRR                                                     | - 1980 Nikołaj Tichonow 1985 - 1985 Nikołaj Ryżkow 1991                                                                            |

Rok 1985 / MCMLXXXV
stulecia: XIX wiek ~
XX wiek ~
XXI wiek

dziesięciolecia:
1950–1959 •
1960–1969 •
1970–1979 •
1980–1989
• 1990–1999
• 2000–2009
• 2010–2019

lata: 1975 «
1980 «
1981 «
1982 «
1983 «
1984 «
1985
» 1986
» 1987
» 1988
» 1989
» 1990
» 1995

## Wydarzenia w Polsce
- 6 stycznia – w Wejherowie zainaugurował działalność chór mieszany Cantores Veiherovienses.
- 7 stycznia – premiera filmu Szaleństwa panny Ewy.
- 10 stycznia – około 130 organizacji i stowarzyszeń, wraz z partiami, zgłosiło akces do Patriotycznego Ruchu Odrodzenia Narodowego (PRON).
- 12 stycznia – rozpoczął działalność ośrodek TVP Lublin.
- 17 stycznia – odsłonięto Pomnik Kościuszkowców w Warszawie.
- 21 stycznia:
  - Tymczasowa Komisja Koordynacyjna NSZZ Solidarność wezwała do 15-minutowego strajku przeciwko zapowiedzianym na 1 marca 1985 podwyżkom cen.
  - premiera filmu Ręce do góry.
- 28 stycznia – premiera filmu O-bi, o-ba. Koniec cywilizacji.
- 29 stycznia – Polska ratyfikowała umowę o głównych drogach ruchu międzynarodowego.
- 2 lutego – rozpoczął działalność Teatr im. Stanisława Ignacego Witkiewicza w Zakopanem.
- 5 lutego – z Paryża przyleciał szef tamtejszego biura „Solidarności”, Seweryn Blumsztajn; na lotnisku unieważniono mu paszport i nakazano powrót do Francji.
- 7 lutego – ogłoszono wyrok w sprawie zabójstwa ks. Jerzego Popiełuszki: kary 25 lat pozbawienia wolności oraz 10 lat pozbawienia praw publicznych.
- 8 lutego – na Morzu Północnym zatonął drobnicowiec MS Busko Zdrój. Zginęły 24 osoby, a 1 została uratowana.
- 10 lutego – rozpoczęła się misja Polskiej Lotniczej Eskadry Pomocy Etiopii.
- 11 lutego:
  - 5 górników zginęło w wyniku wybuchu metanu i pyłu węglowego w Kopalni Węgla Kamiennego „Niwka-Modrzejów” w Sosnowcu.
  - Józef Pinior został oskarżony o zagarnięcie z kasy związku 80 mln złotych.
- 13 lutego – Służba Bezpieczeństwa zatrzymała w Gdańsku 7 działaczy „Solidarności”. Aresztowano trzech z nich: Władysława Frasyniuka, Bogdana Lisa i Adama Michnika.
- 15 lutego – premiera filmu Nadzór.
- 16 lutego – założono Narciarski Klub Sportowy Dynamit Chorzów.
- 22 lutego – OPZZ zgłosiła sprzeciw wobec projektu podwyżek cen.
- 24 lutego – zainaugurował działalność Teatr im. Stanisława Ignacego Witkiewicza w Zakopanem.
- 25 lutego:
  - wydalenie attaché wojskowego Stanów Zjednoczonych F. Myersa, który wraz z żoną „fotografował obiekty wojskowe”; władze Stanów Zjednoczonych usunęły jego odpowiednika z Waszyngtonu, pułkownika Z. Szymańskiego.
  - rząd wycofał się z projektu drastycznych podwyżek cen i zapowiedział, że będą one rosły stopniowo.
- 28 lutego – ks. Roman Marcinkowski został mianowany biskupem pomocniczym diecezji płockiej.
- 1 marca – założono Muzeum w Sosnowcu.
- 3 marca – dokonano oblotu samolotu szkolno-treningowego PZL I-22 Iryda.
- 4 marca – mimo sprzeciwu TKK NSZZ Solidarność oraz OPZZ rząd etapami wprowadzał podwyżki cen, łącząc je ze stopniowym ograniczeniem reglamentacji.
- 9 marca:
  - Służba Bezpieczeństwa zatrzymała uczestników nielegalnego zebrania rady politycznej KPN; aresztowano Leszka Moczulskiego.
  - pożar zniszczył budynek Teatru Narodowego.
- 14 marca:
  - ustanowiono odznaczenie państwowe Krzyż Oświęcimski.
  - Sejm przyjął ustawę o Państwowej Inspekcji Sanitarnej.
- 16 marca – otwarto Muzeum Walk o Wał Pomorski w Mirosławcu.
- 17 marca – premiera filmu Mokry szmal.
- 25 marca – premiera filmu Baryton.
- 1 kwietnia – podwyżka cen elektryczności, gazu i węgla.
- 12 kwietnia – rejestracja OPZZ.
- 14 kwietnia – w Krakowie utworzono ruch Wolność i Pokój.
- 16 kwietnia – umowa o wznowieniu lotniczej komunikacji liniowej oraz czarterowej z USA.
- 21 kwietnia – w Sudetach Wschodnich została odkryta Jaskinia Załom.
- 22 kwietnia – Sąd Najwyższy utrzymał w mocy wyrok na morderców księdza Jerzego Popiełuszki.
- 26 kwietnia – Warszawa: obrady przywódców państw-stron Układu Warszawskiego; przedłużono układ na następne 20 lat.
- 29 kwietnia – Sejm uchwalił – po trzech latach od ustanowienia nowelą konstytucyjną Trybunału Konstytucyjnego – pierwszą Ustawę o Trybunale Konstytucyjnym.
- 30 kwietnia – Rada Ministrów postanowiła, że majątek „byłych związków zawodowych” zostanie przekazany OPZZ.
- 2 maja – powstał organ doradczy premiera – Rada Prasowa; jej członkowie (m.in. Jerzy Turowicz) mieli być powoływani na 3 lata.
- 6 maja – premiera komedii kryminalnej Vabank II, czyli riposta.
- 9 maja – do służby w Polskich Liniach Lotniczych LOT weszło 14 samolotów Tu-154.
- 17 maja – premiera komedii obyczajowej Smażalnia story w reżyserii Józefa Gębskiego.
- 23 maja – w Gdańsku rozpoczął się proces Adama Michnika, Bogdana Lisa i Władysława Frasyniuka.
- 28 maja – wizyta premiera Włoch Bettino Craxiego.
- 29 maja – Sejm uchwalił nową ordynację wyborczą.
- 31 maja – ukazał się album Dzień, w którym pękło niebo zespołu Dżem.
- 4 czerwca – seryjny morderca i nekrofil Edmund Kolanowski został skazany na karę śmierci.
- 10 czerwca – premiera filmu Yesterday w reżyserii Radosława Piwowarskiego.
- 11 czerwca – Sąd Rejonowy w Jędrzejowie skazał 2 wikariuszy odpowiedzialnych za strajk uczniów we Włoszczowie.
- 14 czerwca:
  - Sąd Wojewódzki w Gdańsku skazał Władysława Frasyniuka, Bogdana Lisa i Adama Michnika na kary pozbawienia wolności od 2,5 do 3,5 lat za działalność w nielegalnej Komisji Krajowej NSZZ Solidarność.
  - we Wrocławiu otwarto ekspozycję Panoramy Racławickiej.
- 18 czerwca – wielogodzinne spotkanie generała Wojciecha Jaruzelskiego z prymasem Józefem Glempem.
- 20 czerwca – podczas sesji Sejmu podano, że 30% społeczeństwa polskiego żyje w obszarach ekologicznego zagrożenia, stan wód jest alarmujący, wzrasta emisja gazów do atmosfery.
- 1 lipca – podwyżka cen mięsa i wędlin, wzrost cen skupu żywca. Na apel Komisji Krajowej NSZZ Solidarność tylko w kilku zakładach krótkie strajki protestacyjne.
- 2 lipca – Genowefa Błaszak ustanowiła rekord Polski w biegu na 400 m ppł. wynikiem 54,27 s. (rekord ten poprawiono dopiero 20 lat później).
- 17 lipca – w Warszawie otwarto saperski Most Syreny zbudowany jako zastępczy na czas remontów mostów Poniatowskiego i Śląsko-Dąbrowskiego, a następnie pozostawiony do czasu zakończenia budowy Mostu Świętokrzyskiego przetrwał aż do 2000 roku.
- 18 lipca – uruchomiono KWK „Czeczott”.
- 20 lipca – uruchomiono komunikację trolejbusową w Słupsku.
- 22 lipca – uroczyście otwarto w Lubinie Górniczy Ośrodek Sportu pod nazwą Stadion 40-Lecia Powrotu Ziem Zachodnich I Północnych Do Macierzy.
- 24 lipca – sejm znowelizował ustawę o związkach zawodowych z 1982 roku; nadal w zakładzie pracy mógł działać tylko jeden związek.
- 30 lipca – pierwszy koncert Depeche Mode w Polsce, na warszawskim Torwarze.
- 6 sierpnia – seryjny morderca Paweł Tuchlin został skazany przez Sąd Wojewódzki w Gdańsku na karę śmierci.
- 17 sierpnia – dwaj członkowie Bractwa Trzeźwości obłożeni zostali grzywną za pikietowanie sklepu z alkoholem.
- 22 sierpnia – skończył się pobyt metropolity Mińska i całej Białorusi Filareta, który uczestniczył w obchodach 900-lecia parafii prawosławnej w Drohiczynie.
- 31 sierpnia – w 5 rocznicę Sierpnia 1980 – raport opracowany przez ekspertów „Solidarności”.
- 4 września – średniodystansowiec Ryszard Ostrowski ustanowił rekord Polski w biegu na 800 m wynikiem 1.44,38 s.
- 10 września – premiera filmu Dom wariatów.
- 11 września:
  - w KWK Thorez w Wałbrzychu wskutek wyrzutu skał i dwutlenku węgla zginęło 5 górników.
  - reprezentacja Polski zremisowała w Chorzowie z Belgią 0:0 i wywalczyła awans na Mundial w Meksyku 1986.
- 26 września – w Toruniu zatrzymano grupę fizyków i techników prowadzących nielegalną emisję opozycyjnych programów, nakładających się na program TV.
- 1 października – rozpoczął się XI Międzynarodowy Konkurs Pianistyczny im. Fryderyka Chopina.
- 13 października:
  - odbyły się wybory do Sejmu.
  - głodówka protestacyjna uwięzionego Czesława Bieleckiego, działacza podziemnych struktur oraz publicysty paryskiej „Kultury” (pseudonim Maciej Poleski), założyciela nielegalnej oficyny wydawniczej.
- 19 października – 19-letni student Uniwersytetu Gdańskiego Marcin Antonowicz został śmiertelnie pobity przez funkcjonariuszy milicji w Olsztynie.
- 20 października – Stanisław Bunin z ZSRR został zwycięzcą XI Międzynarodowego Konkursu Pianistycznego im. Fryderyka Chopina.
- 21 października – premiera filmu Och, Karol.
- 22 października – pierwsza sugestia rzecznika rządu Jerzego Urbana w sprawie perspektywy poprawy stosunków Polska – Izrael (zerwanych w 1967).
- 27 października – premiera serialu telewizyjnego Urwisy z Doliny Młynów.
- 29 października:
  - ogłoszono amnestię.
  - Patriotyczny Ruch Odrodzenia Narodowego wystąpił o zwolnienie 218 osób skazanych za przestępstwa niekryminalne.
- 30 października:
  - finał XI Międzynarodowego Konkursu Chopinowskiego. Zwyciężył Rosjanin Stanisław Bunin. Najlepszy z Polaków, Krzysztof Jabłoński, zajął 3. miejsce.
  - opuszczono banderę na łodzi podwodnej ORP Kondor.
- 31 października – Świdnik: z taśmy produkcyjnej zjechał ostatni motocykl WSK.
- 1 listopada – zniesiono reglamentację cukru.
- 2 listopada – olsztyński student Marcin Antonowicz został pobity i wyrzucony z karetki milicyjnej, w wyniku czego zmarł. Jego pogrzeb zamienił się w manifestację.
- 5 listopada – Zbigniew Religa dokonał pierwszej w Polsce udanej transplantacji serca w Zabrzu.
- 6 listopada:
  - generał Wojciech Jaruzelski objął stanowisko przewodniczącego Rady Państwa, rezygnując z funkcji premiera. Nowym szefem Rady Ministrów został ekonomista Zbigniew Messner.
  - Lech Wałęsa został oskarżony o zniesławienie komisji wyborczych. Zarzucił im nierzetelne obliczanie głosów.
- 7 listopada – minister szkolnictwa wyższego odmówił aprobaty dla wielu rektorów i dziekanów wybranych przez uczelnie.
- 12 listopada – powstał rząd Zbigniewa Messnera.
- 15 listopada – na rozkaz gen. Kiszczaka milicja rozpoczęła akcję „Hiacynt”.
- 25 listopada – sąd w Słupsku skazał 2 oficerów SB z Gdańska za współpracę z „Solidarnością”; Sąd Najwyższy podwyższył wyroki.
- 4 grudnia – wizyta Wojciecha Jaruzelskiego we Francji.
- 6 grudnia – w 15 rocznicę układu z 1970 roku, przewodniczący SPD Willy Brandt odwiedził Polskę.
- 19 grudnia – ucieczka braci Zielińskich pod samochodem ciężarowym z Polski do Szwecji. Nakręcono o nich film 300 mil do nieba.
- 22 grudnia – 18 górników zginęło w wyniku wybuchu metanu w KWK „Wałbrzych”.
- 23 grudnia – sąd wojskowy w Gdyni skazał Wojciecha Jankowskiego za odmowę pełnienia służby wojskowej.
- 29 grudnia – podwyżka cen papierosów i zapałek; zapowiedź od 1 stycznia 1986 podwyższenia opłat za abonamenty radiowo-telewizyjne.
- 31 grudnia – w 100-lecie urodzin Stanisława Ignacego Witkiewicza (Witkacego) odbyły się liczne premiery jego sztuk; nakładem PIW ukazała się 5-tomowa edycja dzieł wybranych.

## Wydarzenia na świecie
- 1 stycznia – Włochy objęły prezydencję w Radzie Unii Europejskiej.
- 5 stycznia – zakończyła się ewakuacja etiopskich Żydów do Izraela (operacja Mojżesz).
- 7 stycznia – wystrzelono pierwszą testową japońską międzyplanetarną sondę kosmiczną Sakigake.
- 10 stycznia – Daniel Ortega został prezydentem Nikaragui.
- 11 stycznia – radziecka sonda Wega 1 przeleciała obok Wenus.
- 13 stycznia – 428 osób zginęło w katastrofie kolejowej w Etiopii.
- 15 stycznia – Tancredo Neves został wybrany przez kolegium elektorskie na prezydenta Brazylii. Z powodu ciężkiej choroby nie objął urzędu.
- 20 stycznia – wojna libańska: rozpoczęła się ewakuacja wojsk izraelskich z Libanu.
- 21 stycznia:
  - Andrzej Czok i Jerzy Kukuczka dokonali pierwszego zimowego wejścia na ośmiotysięcznik Dhaulagiri.
  - w katastrofie samolotu Lockheed Electra w Reno (Nevada) zginęło 70 osób.
- 25 stycznia – Bundestag jednogłośnie potępił nazistowski Trybunał Ludowy.
- 28 stycznia – supergrupa USA for Africa nagrała singiel charytatywny We Are the World.
- 1 lutego:
  - Grenlandia występuje z Europejskiej Wspólnoty Gospodarczej i Europejskiej Wspólnoty Energii Atomowej (EURATOM).
  - 58 osób zginęło w katastrofie radzieckiego samolotu Tu-134 w Mińsku.
- 5 lutego – Hiszpania po 16 latach otworzyła granicę z Gibraltarem.
- 12 lutego – Maciej Berbeka i Maciej Pawlikowski dokonali pierwszego polskiego i zimowego wejścia na ośmiotysięcznik Czo Oju w Himalajach.
- 14 lutego – reporter CNN Jeremy Levin został wypuszczony z libańskiego więzienia.
- 19 lutego:
  - pod Bilbao rozbił się po uderzeniu w wieżę telewizyjną Boeing 727 hiszpańskich linii Iberia; zginęło 148 osób.
  - należący do China Airlines Boeing 747 lecący z Taoyuan na Tajwanie do Los Angeles, w wyniku groźnego incydentu w powietrzu (awaria jednego z silników i wpadnięcie w korkociąg) został zmuszony do awaryjnego lądowania na lotnisku w San Francisco. Ze znajdujących się na pokładzie 251 pasażerów i 23 członków załogi, ranne zostały 24 osoby.
- 20 lutego:
  - premier Wielkiej Brytanii Margaret Thatcher wygłosiła przemówienie podczas sesji Kongresu Stanów Zjednoczonych.
  - premiera filmu Brazil.
- 22 lutego – 50 osób zginęło w katastrofie malijskiego samolotu An-24 w mieście Timbuktu.
- 1 marca:
  - Julio María Sanguinetti został prezydentem Urugwaju.
  - premiera filmu Purpurowa róża z Kairu w reżyserii Woody’ego Allena.
- 3 marca:
  - w wyniku trzęsienia ziemi w chilijskim regionie Valparaíso zginęło 177 osób, a ponad 2500 zostało rannych.
  - premiera serialu Na wariackich papierach.
- 7 marca – ukazał się singiel charytatywny We Are the World.
- 8 marca – w Bejrucie 80 osób zginęło, a ponad 200 zostało rannych w wyniku nieudanego zamachu bombowego na duchowego przywódcę libańskich szyitów, szejka Muhammada Husajna Fadl Allaha.
- 10 marca – w samobójczym zamachu bombowym w Metulli na północy Izraela zginęło 12 żołnierzy, a 14 zostało rannych.
- 11 marca – Michaił Gorbaczow został wybrany na stanowisko sekretarza generalnego KC KPZR.
- 12 marca – wznowienie radziecko-amerykańskich rozmów pokojowych w Genewie.
- 15 marca:
  - powstała pierwsza komercyjna strona internetowa (symbolics.com).
  - z powodu ciężkiej choroby prezydenta elekta Tancredo Nevesa wiceprezydent José Sarney został p.o. prezydenta Brazylii.
- 21 marca – ponad 20 czarnoskórych demonstrantów zostało zabitych na przedmieściach Kapsztadu w 25. rocznicę masakry w Sharpeville.
- 22 marca – została podpisana Konwencja wiedeńska w sprawie ochrony warstwy ozonowej.
- 24 marca – Mohammad Khan Junejo został premierem Pakistanu.
- 25 marca – odbyła się 57. ceremonia wręczenia Oscarów.
- 28 marca – Wee Kim Wee został wybrany przez Zgromadzenie Ustawodawcze na prezydenta Singapuru.
- 29 marca – w Rzymie rozpoczęły się I Światowe Dni Młodzieży.
- 29-30 marca – podczas obrad Rady Europejskiej w Brukseli przedstawiono raport Dooge’a (James Dooge)
- 31 marca – w Nowym Jorku odbyła się pierwsza WrestleMania.
- 4 kwietnia – Zajd ar-Rifa’i został premierem Jordanii.
- 6 kwietnia – Abd er-Rahman Suwar ad-Dahab w wyniku zamachu stanu przejął władzę w Sudanie.
- 8 kwietnia – Indie wytoczyły proces amerykańskiej kompanii Union Carbide, odpowiedzialnej za katastrofę przemysłową w Bhopalu, w której zginęło ponad 3 tys. osób.
- 10 kwietnia – Voyager 2 rozpoczął fazę obserwacji Urana.
- 12 kwietnia:
  - rozpoczęła się misja STS-51-D wahadłowca Discovery.
  - 18 osób zginęło, a 83 osoby zostały ranne w zamachu bombowym dokonanym przez Hezbollah na restaurację niedaleko używanego przez Amerykanów lotniska wojskowego Torrejón de Ardoz pod Madrytem.
- 16 kwietnia – Aldrich Ames, oficer CIA, został zwerbowany przez radziecki wywiad.
- 21 kwietnia – radziecka interwencja w Afganistanie: kompania Specnazu wpadła w zasadzkę mudżahedinów w przełęczy Marawara.
- 23 kwietnia – Firma Coca-Cola zaprezentowała napój New Coke, który zastąpił dotychczasowy jej sztandarowy napój Coca-Colę, z czego po 3 miesiącach zrezygnowano z powodu porażki marketingowej.
- 24 kwietnia – Kebby Musokotwane został premierem Zambii.
- 30 kwietnia – Amerykanin Richard Bass jako pierwszy wspinacz skompletował Koronę Ziemi.
- 1 maja – ogłoszenie amerykańskich sankcji gospodarczych wobec Nikaragui.
- 3 maja – 94 osoby zginęły w wyniku zderzenia samolotu Tu-134A z wojskowym An-26 nad Złoczowem na zachodzie Ukrainy.
- 4 maja – w szwedzkim Göteborgu odbył się 30. Konkurs Piosenki Eurowizji.
- 6 maja – Murmańsk i Smoleńsk otrzymały tytuły Miast Bohaterów.
- 9 maja:
  - delegacja PRL z wiceministrem obrony narodowej gen. broni Tadeuszem Tuczapskim wzięła udział w obchodach 40-lecia Zwycięstwa w Wielkiej Wojnie Ojczyźnianej na Placu Czerwonym w Moskwie.
  - watykańska Kongregacja Nauki Wiary kierowana przez kardynała Josepha Ratzingera nałożyła na brazylijskiego franciszkanina Leonardo Boffa, jednego z przedstawicieli teologii wyzwolenia roczny zakaz posługi kapłańskiej oraz zakaz publikowania i publicznych wystąpień.
- 11 maja:
  - otwarto Stadion Ludwika II w Monako.
  - w pożarze podczas meczu pomiędzy Bradford City a Lincoln City w czasie ostatniej kolejki Division Three wybuchł pożar drewnianych trybun stadionu Valley Parade, wskutek czego zginęło 65 osób[1], a ponad 300 zostało rannych.
- 14 maja – w ataku Tamilskich Tygrysów na święte miejsce buddystów w Anuradhapura na Sri Lance zginęło 146 Syngalezów.
- 20 maja – Miami: finansowane przez amerykański rząd Radio Martí rozpoczęło emisję programów skierowanych do mieszkańców Kuby.
- 22 maja:
  - libańska wojna domowa: 55 osób zginęło w wybuchu samochodu-pułapki w Bejrucie.
  - premiera filmu akcji Rambo II w reżyserii George’a Pana Cosmatosa.
- 23 maja – Frank Sinatra został odznaczony Medalem Wolności przez prezydenta Ronalda Reagana.
- 24–25 maja – w wyniku cyklonu i tsunami w Bangladeszu zginęło 25 tysięcy osób[1][2].
- 29 maja – zamieszki kibiców na Stadionie Heysel w Brukseli, w wyniku których poniosło śmierć 39 osób.
- Czerwiec – w ZSRR zapoczątkowano politykę pieriestrojki.
- 2 czerwca – na 1100 rocznicę dzieła ewangelizacji św. Cyryla i Metodego papież Jan Paweł II wydał encyklikę Slavorum apostoli.
- 6 czerwca – rozpoczęła się załogowa misja kosmiczna Sojuz T-13.
- 10 czerwca – Izrael wycofał z południowego Libanu swoje wojska.
- 11 czerwca:
  - 22 osoby (w tym 19 uczniów) zginęło w wyniku zderzenia pociągu z autobusem koło moszawu Ha-Bonim w Izraelu.
  - agent polskiego wywiadu Marian Zacharski oraz trzech innych szpiegów wschodnioeuropejskich zostało wymienionych na 25 osób więzionych w krajach bloku wschodniego. Wymiany dokonano za pośrednictwem mecenasa Wolfganga Vogla na moście Glienicke w Berlinie.
- 13 czerwca:
  - oficer CIA i radziecki agent Aldrich Ames przekazał KGB nazwiska wszystkich znanych mu oficerów radzieckich oraz innych wschodnich agencji wywiadowczych, którzy współpracowali z CIA.
  - podczas spotkania Rady Unii Europejskiej przyjęto inicjatywę greckiej minister kultury Meliny Mercouri powołania instytucji Europejskiej Stolicy Kultury.
- 14 czerwca:
  - podpisano układ z Schengen tworzący ruch bezwizowy między Francją, Niemcami i krajami Beneluksu.
  - terroryści z Hezbollahu uprowadzili krótko po starcie z Aten do Londynu Boeinga 727 amerykańskich linii Trans World Airlines (TWA) ze 147 osobami na pokładzie i skierowali go do Bejrutu.
- 15 czerwca:
  - w leningradzkim Ermitażu obraz Rembrandta Danae został oblany kwasem i pocięty nożem przez szaleńca.
  - w Argentynie weszła do obiegu nowa waluta narodowa: austral.
- 17 czerwca:
  - rozpoczęła się misja STS-51-G wahadłowca Discovery.
  - wystartował Discovery Channel.
- 20 czerwca – 8 osób, w tym członek parlamentu, zginęło w serii zamachów bombowych przeprowadzonych przez komunistycznych partyzantów w Katmandu i innych miastach Nepalu.
- 21 czerwca – Erfalasorput została oficjalnie przyjęta jako flaga Grenlandii.
- 23 czerwca – Katastrofa samolotu Air India u wybrzeży Irlandii. Zginęło 329 osób.
- 27 czerwca – zamknięto Route 66 łączącą Chicago z Los Angeles.
- 29 czerwca – na kanaryjskiej wyspie La Palma zainaugurowało działalność obserwatorium Roque de los Muchachos.
- 1 lipca – Luksemburg objął prezydencję w Radzie Unii Europejskiej.
- 2 lipca – wystrzelono sondę kosmiczną Giotto, przeznaczoną do zbadania Komety Halleya.
- 3 lipca:
  - Francesco Cossiga został prezydentem Włoch.
  - na ekranach amerykańskich kin zadebiutowała pierwsza część trylogii Powrót do przyszłości.
- 10 lipca:
  - zatopienie przez francuski wywiad (DGSE) statku „Rainbow Warrior” należącego do Greenpeace.
  - 200 osób zginęło w katastrofie samolotu Tu-154B w Uzbekistanie.
- 13 lipca:
  - równolegle w Londynie i Filadelfii odbył się charytatywny koncert Live Aid na którym wystąpiły niemal wszystkie gwiazdy muzyki.
  - prezydent USA Ronald Reagan przeszedł operację usunięcia guza przewodu pokarmowego. W tym czasie obowiązki prezydenta pełnił wiceprezydent George Bush.
- 19 lipca – katastrofa tamy w Val di Strava w pobliżu Tesero we Włoszech spowodowała śmierć 268 osób.
- 21 lipca – dokonano zamachu bombowego w Sali Królestwa Świadków Jehowy w Sydney. Jedna osoba zginęła, a 77 zostało rannych[3][4].
- 22 lipca – terroryści z Hezbollahu dokonali zamachu na synagogę w Kopenhadze. Zginęła 1 osoba, a 20 zostało rannych.
- 23 lipca – oficjalnie zaprezentowano pierwszy w historii mikrokomputer wielozadaniowy wykorzystujący graficzny interfejs użytkownika Amiga 1000.
- 24 lipca – w katastrofie samolotu Douglas DC-6 w Kolumbii zginęło 80 osób.
- 27 lipca – w Oslo, Marokańczyk Said Aouita ustanowił rekord świata w biegu na 5000 m wynikiem 13:00,40 s.
- 2 sierpnia – 135 osób (w tym 1 na ziemi) zginęło, a 27 zostało rannych w katastrofie lotu Delta Air Lines 191, do której doszło w czasie awaryjnego lądowania w burzy, na autostradzie w Dallas.
- 8 sierpnia – papież Jan Paweł II rozpoczął 27. podróż apostolską do sześciu krajów afrykańskich.
- 10 sierpnia – w wyniku eksplozji paliwa jądrowego na statku podwodnym w zatoce Czażma w ZSRR zginęło 10 osób.
- 12 sierpnia – w najtragiczniejszej w historii katastrofie Boeinga 747 linii Japan Airlines śmierć poniosło 520 osób.
- 17 sierpnia – wskutek wybuchu samochodu-pułapki przed supermarketem w Bejrucie zginęło 40 osób, 122 zostały ranne.
- 19 sierpnia – papież Jan Paweł II spotkał się w Casablance z królem Maroka Hasanem II.
- 21 sierpnia – w Zurychu, Amerykanka Mary Decker-Slaney ustanowiła rekord świata w biegu na 1 milę wynikiem 4:16,71 s.
- 22 sierpnia – w pożarze Boeinga 737 na lotnisku w Manchesterze zginęło 55 osób, 15 zostało rannych.
- 23 sierpnia – w Berlinie, Marokańczyk Saïd Aouita ustanowił rekord świata w biegu na 1500 m wynikiem 3:29,46 s.
- 26 sierpnia – w Londynie, Brytyjka Zola Budd ustanowiła rekord świata w biegu na 5000 m wynikiem 14:48,07 s.
- 27 sierpnia – gen. Ibrahim Babangida obalił prezydenta Nigerii Muhammadu Buhariego.
- 31 sierpnia – w Los Angeles został aresztowany seryjny morderca Richard Ramirez, znany jako „Nocny Łowca”.
- 1 września – o godz. 0:45 Robert Ballard odkrył wrak transatlantyku RMS „Titanic”.
- 4 września – 52 osoby zginęły w katastrofie samolotu An-26 w afgańskim Kandaharze.
- 9 września – ogłoszenie sankcji gospodarczych USA wobec RPA.
- 11 września:
  - sonda ICE przeleciała w pobliżu komety 21P/Giacobini-Zinner.
  - w zderzeniu pociągów w portugalskim Nelas zginęło 118 osób.
- 13 września – premiera najlepiej sprzedającej się gry wideo w historii, Super Mario Bros.
- 16 września:
  - w Kenii odnaleziono szkielet Homo erectus.
  - Włoski rząd zaaprobował budowę mostu łączącego Kalabrię z Sycylią.
- 17 września – rozpoczęła się załogowa misja Sojuz T-14 na stację orbitalną Salut 7.
- 19 września – trzęsienie ziemi o sile 8,1 skali Richtera w Meksyku. Śmierć poniosło około 10 tys. ludzi.
- 22 września – w Berlinie, Niemka Sabine Busch ustanowiła rekord świata w biegu na 400 m ppł. wynikiem 53,55 s.
- 23 września – w Paryżu otwarto muzeum Pablo Picassa.
- 29 września – telewizja ABC wyemitowała premierowy odcinek serialu MacGyver.
- 1 października – operacja Wooden Leg: izraelskie lotnictwo zbombardowało kwaterę główną OWP pod Tunisem. Zginęło 60 Palestyńczyków, a 70 zostało rannych.
- 3 października:
  - nalot izraelskich samolotów F-16 na siedzibę Jasira Arafata w Tunisie. Zginęło 76 osób.
  - prom kosmiczny Atlantis rozpoczął swoją pierwszą misję.
- 5 października – zamachy na turystów izraelskich w Egipcie (7 zabitych) i Tunezji (5 zabitych i 2 rannych).
- 6 października – w Canberze, Niemka Marita Koch ustanowiła swój ostatni rekord świata w biegu na 400 m wynikiem 47,60 s. (rekord niepobity od 24 lat).
- 7 października – na Morzu Śródziemnym palestyńscy terroryści z FWP uprowadzili włoski statek wycieczkowy MS Achille Lauro.
- 8 października – palestyńscy terroryści zamordowali na uprowadzonym włoskim statku MS Achille Lauro amerykańskiego inwalidę żydowskiego pochodzenia Leona Klinghoffera.
- 9 października – palestyńscy porywacze włoskiego liniowca MS „Achille Lauro” poddali się władzom egipskim w Port Said, w zamian za gwarancję swobodnego opuszczenia kraju.
- 10 października – 4 amerykańskie myśliwce F-14 Tomcat przechwyciły i zmusiły do lądowania na Sycylii egipski samolot pasażerski na pokładzie którego znajdowali się palestyńscy porywacze statku MS „Achille Lauro”.
- 15 października – w Strasburgu przyjęto Europejską Kartę Samorządu Lokalnego.
- 25 października – powstały linie lotnicze Emirates.
- 28 października – Daniel Ortega wybrany na prezydenta Nikaragui.
- 7 listopada – Bogota: ponad 100 osób, w tym 11 sędziów Sądu Najwyższego Kolumbii zginęło, w czasie ataku armii kolumbijskiej na Pałac Sprawiedliwości, zajęty przez partyzantów z grupy M-19.
- 9 listopada – Garri Kasparow został mistrzem świata w szachach.
- 13 listopada – erupcja kolumbijskiego wulkanu Nevado del Ruiz. W katastrofie zginęło ponad 23 tys. ludzi w pobliskim miasteczku Armero oraz sześciu innych miejscowościach.
- 18 listopada – rozpoczęcie wydawania serii komiksowej pt. Calvin i Hobbes autorstwa Billa Wattersona
- 19–21 listopada – szczyt radziecko-amerykański w Genewie.
- 20 listopada:
  - Microsoft zaprezentował system operacyjny Windows 1.0.
  - uruchomiono pierwszą linię metra w rosyjskim Niżnym Nowogrodzie.
- 21 listopada – analityk US Navy Jonathan Pollard został zatrzymany przez FBI pod izraelską ambasadą w Waszyngtonie pod zarzutem szpiegostwa na rzecz Izraela.
- 23 listopada – członkowie organizacji Abu Nidala uprowadzili samolot pasażerski linii EgyptAir.
- 24 listopada – Malta: w wyniku eksplozji przy próbie uwolnienia zakładników przetrzymywanych na pokładzie egipskiego Boeinga 737 zginęło 60 osób.
- 26 listopada – rozpoczęła się misja STS-61-B wahadłowca Atlantis.
- 1 grudnia – mieszkańcy Liechtensteinu w referendum wypowiedzieli się przeciwko równouprawnieniu kobiet.
- 4 grudnia – zwodowano rosyjski lotniskowiec „Admirał Kuzniecow”.
- 12 grudnia – samolot czarterowy DC-8 linii Arrow Air, lecący z Kairu do Fort Campbell (Kentucky), rozbił się krótko po starcie po międzylądowaniu w Gander (wschodnia Kanada). Zginęło 256 osób, w tym 248 amerykańskich żołnierzy ze 101. Dywizji Powietrznodesantowej.
- 18 grudnia – premiera filmu Kolor purpury.
- 20 grudnia – bracia Zielińscy dojechali pod samochodem ciężarowym do Ystad na południu Szwecji. Powstał o nich film 300 mil do nieba.
- 27 grudnia – w atakach terrorystycznych organizacji Abu Nidala na lotniska w Rzymie i Wiedniu zginęło 18 osób, a 100 zostało rannych.
- 30 grudnia:
  - na zdjęciach dostarczonych przez Voyagera 2 został odkryty Puk, jeden z księżyców Urana.
  - prezydent Muhammad Zia ul-Haq zniósł obowiązujący od 8 lat stan wojenny w Pakistanie.
- Grenlandia, autonomiczne terytorium Danii, opuszcza Wspólnoty Europejskie.
- Pierwsze doniesienie o szrotówku kasztanowcowiaczku.
- Ludność świata: 4 830 978 tys.
  - Azja: 2 887 552 tys. (59,77%)
  - Europa: 706 009 tys. (14,61%)
  - Afryka: 541 814 tys. (11,21%)
  - Ameryka Łacińska: 401 469 tys. (8,31%)
  - Ameryka Północna: 269 456 tys. (5,58%)
  - Oceania: 24 678 tys. (0,51%)

## Urodzili się
- 1 stycznia – Ashley Gorrell, amerykańska aktorka
- 2 stycznia:
  - Ivan Dodig, chorwacki tenisista
  - Liana Ungur, rumuńska tenisistka
- 3 stycznia:
  - Anna Battke, niemiecka lekkoatletka, tyczkarka
  - Linas Kleiza, litewski koszykarz
  - Anna Morgun, rosyjska wioślarka
- 4 stycznia:
  - Al Jefferson, amerykański koszykarz
  - Ross Turnbull, angielski piłkarz
- 5 stycznia:
  - Aline Bonjour, szwajcarska narciarka alpejska
  - Danielle Lins, brazylijska siatkarka
  - Milena Stacchiotti, włoska siatkarka
- 7 stycznia:
  - Gökhan Gönül, turecki piłkarz
  - Lewis Hamilton, brytyjski kierowca wyścigowy
  - Kalina Krumowa, bułgarska polityczka i dziennikarka
  - Bănel Nicoliță, rumuński piłkarz
  - Wayne Routledge, angielski piłkarz
  - Wolha Samusik, białoruska piosenkarka (zm. 2010)
  - Wital Trubiła, białoruski piłkarz
- 8 stycznia:
  - Chan Chin-wei, tajwańska tenisistka
  - Julija Morozowa, rosyjska siatkarka
- 9 stycznia:
  - Iwona Waligóra, polska siatkarka
  - Richard-Hyde Menke, nauruański polityk
- 10 stycznia:
  - Chuang Chia-jung, tajwańska tenisistka
  - Sofia Ifandidu, grecka lekkoatletka, wieloboistka
  - Katarzyna Kołodziejska, polska piłkarka ręczna
  - Anette Sagen, norweska skoczkini narciarska
  - Jonas Mačiulis, litewski koszykarz
- 11 stycznia:
  - Kazuki Nakajima, japoński kierowca wyścigowy
  - Zoran Erceg, serbski koszykarz
- 14 stycznia:
  - Aaron Brooks, amerykański koszykarz
  - Michelle Wu, amerykańska polityk, burmistrz Bostonu
- 15 stycznia – Harri Olli, fiński skoczek narciarski
- 17 stycznia:
  - Anna Alminowa, rosyjska lekkoatletka, biegaczka średniodystansowa
  - Johanna Jackson, brytyjska lekkoatletka, chodziarka
  - Karolina Kudłacz-Gloc, polska piłkarka ręczna
  - Agata Sawicka, polska siatkarka
  - Simone Simons, holenderska piosenkarka, członkini zespołu Epica
  - Adriana Ugarte, hiszpańska aktorka
- 18 stycznia – Camille Little, amerykańska koszykarka
- 19 stycznia:
  - Anna Mirtha Correa, hiszpańska siatkarka
  - Jan Hauser, szwajcarski curler
  - Damien Chazelle, amerykański reżyser i scenarzysta
  - Vojko V, chorwacki raper
- 20 stycznia:
  - Tanel Sokk, estoński koszykarz
  - Aida Bella, polska łyżwiarka szybka
  - Johan Erikson, szwedzki skoczek narciarski
- 21 stycznia:
  - Agnieszka Musiał, polska piosenkarka
  - Sasza Piwowarowa, rosyjska modelka
  - Lidia Sadowa, polska aktorka
- 22 stycznia
  - Natalla Maciejczyk, białoruska siatkarka
  - Alesia Mihdalowa, białoruska piłkarka ręczna
- 23 stycznia:
  - Jasmine Byrne, amerykańska aktorka pornograficzna
  - Magdalena Grąziowska, polska aktorka
  - Doutzen Kroes, holenderska modelka
- 24 stycznia:
  - Fabiana Claudino, brazylijska siatkarka
  - Ana Maria Gosling, brazylijska siatkarka
- 25 stycznia:
  - Valentin Calafeteanu, rumuński rugbysta
  - Dominika Nowakowska, polska lekkoatletka, biegaczka
- 29 stycznia:
  - Marc Gasol, hiszpański koszykarz
  - Rag’n’Bone Man, brytyjski piosenkarz
  - Jōji Takeuchi, japoński koszykarz
  - Kōsuke Takeuchi, japoński koszykarz
- 30 stycznia – Anna Szarek, polska modelka, aktorka niezawodowa
- 1 lutego – Andrzej Dołecki, polski działacz społeczny i polityk
- 2 lutego
  - Morris Almond, amerykański koszykarz
  - Maria Koźlakiewicz, polska polityk, posłanka na Sejm RP
- 3 lutego – Justin Doellman, amerykański koszykarz
- 4 lutego – David Lazzaroni, francuski skoczek narciarski
- 5 lutego:
  - Maciej Lampe, polski koszykarz, posiadający także szwedzkie obywatelstwo
  - Renata Pliś, polska lekkoatletka, biegaczka średniodystansowa
  - Cristiano Ronaldo, portugalski piłkarz
  - Çiljeta Xhilaga, albańska piosenkarka, modelka
- 6 lutego:
  - Vicki Chase, amerykańska aktorka pornograficzna
  - Elżbieta Druzd, polska lekkoatletka, wieloboistka
- 8 lutego:
  - Agnieszka Brugger, niemiecka polityk
  - Petra Cetkovská, czeska tenisistka
  - Justyna Dorlet, polska judoczka
  - Soledad Esperón, argentyńska tenisistka
- 9 lutego:
  - David Gallagher, amerykański aktor
  - Alina Horobeć, ukraińska futsalistka
  - Marcin Możdżonek, polski siatkarz
- 11 lutego – Casey Dellacqua, australijska tenisistka
- 12 lutego:
  - Josephat Ndambiri, kenijski lekkoatleta
  - Przemysław Stańczyk, polski pływak
- 13 lutego – Natalia Guadalupe Brussa, argentyńska siatkarka
- 14 lutego:
  - Karima Adebibe, brytyjska modelka
  - Laura Samojłowicz, polska aktorka
- 16 lutego:
  - Bożena Łukasik, polska lekkoatletka, sprinterka
  - Błażej Spychalski, polski polityk, sekretarz stanu w Kancelarii Prezydenta
  - Yūko Watanabe, japońska lekkoatletka, skoczkini wzwyż
- 17 lutego:
  - Anders Jacobsen, norweski skoczek narciarski
  - Ewelina Staszulonek, polska saneczkarka
- 18 lutego:
  - Amélie Cazé, francuska pięcioboistka nowoczesna
  - Brad Newley, australijski koszykarz
  - Anton Ferdinand, angielski piłkarz
  - Adam Fidusiewicz, polski aktor
  - Drew Naymick, amerykański koszykarz
  - Park Sung-hoon, południowokoreański aktor
- 19 lutego:
  - Iwona Bernardelli, polska lekkoatletka, biegaczka
  - Arielle Kebbel, amerykańska aktorka
- 20 lutego – Julija Wołkowa, rosyjska piosenkarka, członkini zespołu t.A.T.u.
- 21 lutego:
  - Swietłana Kriuczkowa, rosyjska siatkarka
  - Joanna Skibińska, polska lekkoatletka, skoczkini w dal
- 22 lutego – Luca Santolini, kapitan regent San Marino
- 23 lutego:
  - Jonathan Higgs, brytyjski muzyk[5]
  - Izabela Kowalińska, polska siatkarka
- 25 lutego:
  - Joakim Noah, francuski koszykarz, posiadający także amerykańskie i szwedzkie obywatelstwo
  - Marta Rosińska, polska piłkarka ręczna
  - Maiko Sakashita, japońska siatkarka
- 26 lutego:
  - Marek Ztracený, czeski piosenkarz
  - K2, polski raper
- 27 lutego – Elżbieta Zawadka, polska koszykarka
- 28 lutego:
  - Ali Traoré, francuski koszykarz
  - Emilian Bera, polski samorządowiec, burmistrz Jawora
  - Jelena Janković, serbska tenisistka
  - Małgorzata Sobolewska, polska siatkarka
  - Rok Urbanc, słoweński skoczek narciarski
- 1 marca – Léia Silva, brazylijska siatkarka
- 2 marca – Luke Pritchard, brytyjski piosenkarz
- 3 marca:
  - Josipa Bura, chorwacka koszykarka
  - Gabriela Medina, meksykańska lekkoatletka, sprinterka i biegaczka średniodystansowa
  - Nghiêm Thị Giang, wietnamska zapaśniczka
- 5 marca:
  - Anita Kwiatkowska, polska siatkarka
  - Matea Mežak, chorwacka tenisistka
  - Aleksandra Wójcik, polska gimnastyczka
- 7 marca – Anastasija Czułkowa, rosyjska kolarka torowa
- 8 marca – Ewa Sonnet, polska modelka i piosenkarka
- 9 marca – Anne Preußler, niemiecka biathlonistka
- 10 marca:
  - Lee Jin-a, koreańska tenisistka
  - Lolita Limura, grecka koszykarka
- 11 marca:
  - Megan Moulton-Levy, amerykańska tenisistka
  - Viktorija Žemaitytė, litewska lekkoatletka, wieloboistka
- 12 marca:
  - Anna Charitonowa, rosyjska judoczka
  - Mirtha Soriano, peruwiańska siatkarka
  - İpek Soroğlu, turecka siatkarka
- 13 marca:
  - Magdalena Kemnitz, polska wioślarka
  - Alfonso Dosal, meksykański aktor
  - Liliane Tiger, czeska aktorka pornograficzna
- 14 marca:
  - Eva Angelina, amerykańska aktorka pornograficzna
  - Karolina Gorczyca, polska aktorka
  - Jessica Samuelsson, szwedzka lekkoatletka, wieloboistka
  - Alona Starodubcewa, rosyjska zapaśniczka
  - Ana Vasconcelos Martins, portugalska polityk
- 16 marca – Yvette Lewis, panamska lekkoatletka, trójskoczkini
- 19 marca – Agnieszka Hyży, polska dziennikarka i prezenterka telewizyjna
- 20 marca:
  - Amit Ben-Szuszan, izraelski piłkarz
  - Ronnie Brewer, amerykański koszykarz
  - Sidi Yaya Keita, malijski piłkarz
  - Kim Min-jung, południowokoreańska łyżwiarka szybka, specjalistka short tracku
  - Nicolas Lombaerts, belgijski piłkarz
- 21 marca:
  - Ryan Callahan, amerykański hokeista
  - Marzena Goryl, polska saneczkarka
  - Kasper Winther Jørgensen, duński wioślarz
  - Władimir Kanajkin, rosyjski lekkoatleta, chodziarz
  - Qurbon Qurbonov, uzbecki zapaśnik
  - Margrethe Renstrøm, norweska lekkoatletka, skoczkini w dal
  - Ahsha Rolle, amerykańska tenisistka
  - Beata Welfle, polska zawodniczka karate (zm. 2016)
- 22 marca:
  - Anja Čarman, słoweńska pływaczka
  - Jakob Fuglsang, duński kolarz szosowy i górski
  - Michaela Ruth Heitkoter, brazylijska lekkoatletka, tyczkarka
  - Katarzyna Konieczna, polska siatkarka
  - Sanda Mamić, chorwacka tenisistka
  - Faiza Tsabet, algierska siatkarka
  - James Wolk, amerykański aktor pochodzenia żydowskiego
- 23 marca:
  - Piotr Leciejewski, polski piłkarz, bramkarz
  - Bethanie Mattek-Sands, amerykańska tenisistka
  - Memphis Monroe, amerykańska aktorka pornograficzna
- 24 marca:
  - Gabriel Achilier, ekwadorski piłkarz
  - Małgorzata Gromadzka, polska polityk, posłanka na Sejm RP
  - Sayaka Hirano, japońska tenisistka stołowa
  - Paulina Krawczak, polska piłkarka
  - Yoshihiko Osanai, japoński skoczek narciarski
  - Jakub Przygoński, polski motocyklista rajdowy
  - Jane Wairimu, kenijska siatkarka
- 25 marca – Isak Grimholm, szwedzki skoczek narciarski
- 26 marca:
  - Jekatierina Bułatowa, rosyjska siatkarka
  - Matthew Grevers, amerykański pływak
  - Jonathan Groff, amerykański aktor, piosenkarz
  - Keira Knightley, brytyjska aktorka
  - Rao Jingwen, chińska tenisistka stołowa
- 27 marca:
  - Chadżimurat Akkajew, rosyjski sztangista
  - Alison Carroll, brytyjska gimnastyczka, modelka
  - Guillaume Joli, francuski piłkarz ręczny
  - Nadieżda Skardino, białoruska biathlonistka
  - Karina Vnukova, litewska lekkoatletka, skoczkini wzwyż
- 28 marca
  - Marianela Alfaro, kostarykańska siatkarka
  - Akiko Suzuki, japońska łyżwiarka figurowa
- 29 marca
  - Artur Brzozowski, polski lekkoatleta, chodziarz
  - Christiane Fürst, niemiecka siatkarka
  - Katia Kokoriewa, rosyjska modelka
  - Mirusia Louwerse, australijska śpiewaczka operowa (sopran) pochodzenia holenderskiego
  - Souhir Madani, algierska judoczka
- 31 marca:
  - Jesper Hansen, duński piłkarz, bramkarz
  - Loïc Jacquet, francuski rugbysta
  - Jalmar Sjöberg, szwedzki zapaśnik
  - Jessica Szohr, amerykańska modelka, aktorka
- 1 kwietnia:
  - Katarzyna Czapla, polska aktorka
  - Gustavo Ayón, meksykański koszykarz
  - Elizabeth Tweddle, brytyjska gimnastyczka
- 2 kwietnia:
  - Wilnelia González, portorykańska siatkarka
  - Quinta Steenbergen, holenderska siatkarka
- 3 kwietnia:
  - Leanna Carriere, kanadyjska lekkoatletka, tyczkarka
  - Leona Lewis, brytyjska piosenkarka, kompozytorka, autorka tekstów
  - Armintie Price, amerykańska koszykarka, trenerka
  - Jari-Matti Latvala, fiński kierowca rajdowy
- 4 kwietnia
  - Rudy Fernández, hiszpański koszykarz
  - Mieszko Pawlak, polski urzędnik państwowy, sekretarz stanu
  - Bartłomiej Pejo, polski samorządowiec, polityk, poseł na Sejm RP
- 5 kwietnia:
  - Marielle Bousquet, francuska siatkarka
  - Jolanda Keizer, holenderska lekkoatletka, wieloboistka
- 6 kwietnia:
  - Anna Awdiejewa, rosyjska lekkoatletka, kulomiotka
  - Tabia Charles, kanadyjska lekkoatletka, skoczkini w dal
  - Lu Ying-chi, tajwańska sztangistka
  - Zhao Xue, chińska szachistka
- 7 kwietnia:
  - Dahiana Burgos, dominikańska siatkarka
  - Katarzyna Kowalska, polska lekkoatletka
- 8 kwietnia:
  - Nóra Hoffmann, węgierska łyżwiarka figurowa
  - Marie Jay Marchand-Arvier, francuska narciarka alpejska
  - Magdalena Zamolska, polska kolarka
- 9 kwietnia:
  - Anna Kunajewa, rosyjska biathlonistka
  - Vicky Robson, kanadyjska lekkoatletka, tyczkarka
  - Linda Villumsen, nowozelandzka kolarka szosowa i torowa pochodzenia duńskiego
  - David Zauner, austriacki skoczek narciarski, były kombinator norweski
- 10 kwietnia:
  - Wang Meng, chińska łyżwiarka szybka, specjalistka short tracku
- 12 kwietnia:
  - Jonte Flowers, amerykański koszykarz
  - Dominika Miszczak, polska lekkoatletka, skoczkini w dal
- 14 kwietnia – Marta Golbik, polska ekonomistka, posłanka na Sejm RP
- 15 kwietnia:
  - Milena Agudelo, kolumbijska lekkoatletka, tyczkarka
  - Anaïs Laurendon, francuska tenisistka
  - Shay Murphy, amerykańska koszykarka, posiadająca także czarnogórskie obywatelstwo
  - Amy Ried, amerykańska aktorka pornograficzna
- 16 kwietnia:
  - Luol Deng, brytyjski koszykarz, południowosudańskiego pochodzenia
  - Daria Gosek-Popiołek, polska działaczka, posłanka na Sejm RP
  - Diana Nenowa, bułgarska siatkarka
  - Nicklas Wiberg, szwedzki lekkoatleta
- 17 kwietnia:
  - Rooney Mara, amerykańska aktorka
  - Jo-Wilfried Tsonga, francuski tenisista
- 18 kwietnia – Łukasz Fabiański, polski piłkarz
- 20 kwietnia:
  - Kamil Chanas, polski koszykarz
  - Sarah Reid, szkocka curlerka
  - Salome Wanjala, kenijska siatkarka
- 21 kwietnia – Lucie Tepea, polinezyjska lekkoatletka, tyczkarka
- 22 kwietnia:
  - Margaret Adeoye, brytyjska lekkoatletka, sprinterka pochodzenia nigeryjskiego
  - Małgorzata Gembicka, polska pływaczka, trenerka (zm. 2021)
  - Wojciech Król, polski samorządowiec, polityk, poseł na Sejm RP
  - Malwina Sobierajska, polska lekkoatletka, młociarka
  - Ksenija Symonowa, ukraińska artystka
  - Ewelina Walendziak, polska aktorka
- 23 kwietnia – Choi Youn-ok, południowokoreańska siatkarka
- 24 kwietnia – Pauline Soullard, francuska siatkarka
- 25 kwietnia – Johanna Kurkela, fińska piosenkarka
- 26 kwietnia:
  - Jure Bogataj, słoweński skoczek narciarski
  - Natalia Gołąb, polska polityk, członek zarządu województwa dolnośląskiego
  - Andrea Koch-Benvenuto, chilijska tenisistka
  - Agnieszka Mitręga, polska siatkarka
- 28 kwietnia – Mathilde Johansson, francuska tenisistka
- 30 kwietnia:
  - Elena Fanchini, włoska narciarka alpejska
  - Gal Gadot, izraelska aktorka, modelka
  - Dominika Gawęda, polska wokalistka, członkini zespołu Blue Café
  - Anne Matthes, niemiecka siatkarka
  - Charity Szczechowiak, nigeryjsko-amerykańsko-polska koszykarka
- 2 maja:
  - Lily Allen, angielska piosenkarka
  - Ashley Harkleroad, amerykańska tenisistka
- 3 maja
  - Erin Densham, australijska triathlonistka
  - Młody M, polski raper
  - Nowator, polski raper, piosenkarz, muzyk, kompozytor, autor tekstów
  - Maciej Piszek, polski pianista
  - Érica de Sena, brazylijska lekkoatletka, chodziarka
  - Janelle Shepherd, australijska judoczka
  - Meagan Tandy, amerykańska aktorka, modelka
- 4 maja – Agnieszka Starzyk, polska siatkarka
- 5 maja – Chiara Di Iulio, włoska siatkarka
- 6 maja – Chris Paul, amerykański koszykarz
- 7 maja:
  - Simone Facey, jamajska lekkoatletka, sprinterka
  - Tonje Nøstvold, norweska piłkarka ręczna
- 9 maja:
  - Sven-Sören Christophersen, niemiecki piłkarz ręczny
  - Marta Dobecka, polska aktorka
  - Audrina Patridge, amerykańska aktorka
- 10 maja:
  - Odette Annable, amerykańska aktorka
  - Tonya Mokelki, kanadyjska siatkarka
- 11 maja – Patryk Jaki, polski politolog, samorządowiec, polityk, poseł na Sejm RP
- 12 maja:
  - Saranda Bogujevci, kosowska polityczka
  - Justyna Podziemska, polska koszykarka
  - Andrew Howe, włoski lekkoatleta, skoczek w dal i sprinter pochodzenia amerykańskiego
  - Andris Šics, łotewski saneczkarz
  - Dániel Tőzsér, węgierski piłkarz
  - Merel Witteveen, holenderska żeglarka sportowa
- 13 maja – Maja Erkič, słoweńska koszykarka
- 14 maja – Magdalena Saad, polska siatkarka
- 15 maja:
  - Radu Basalau, rumuński rugbysta
  - Tania Cagnotto, włoska skoczkini do wody
  - Justine Robbeson, południowoafrykańska lekkoatletka, oszczepniczka, wieloboistka
  - Ashlynn Yennie, amerykańska aktorka
- 16 maja:
  - Stanisław Janewski, bułgarski aktor
  - Anja Mittag, niemiecka piłkarka
- 17 maja:
  - Hanna Kalinouska-Güngör, białoruska siatkarka
  - Christine Nesbitt, kanadyjska łyżwiarka szybka
  - Setaw Szafir, izraelska polityk
- 18 maja – Oliver Sin, węgierski malarz
- 19 maja:
  - Hamed Haddadi, irański koszykarz
  - Erin Phillips, australijska koszykarka
- 20 maja:
  - Sylwia Deptuła, polska judoczka
  - Sebastian Kraupp, szwedzki curler
  - Khaled Souissi, tunezyjski piłkarz
- 21 maja:
  - Camille Ayglon-Saurina, francuska piłkarka ręczna
  - Mutya Buena, brytyjska wokalistka, członkini zespołu Sugababes
  - Alison Carroll, brytyjska gimnastyczka i modelka
  - Mark Cavendish, brytyjski kolarz szosowy i torowy
  - Lucie Hradecká, czeska tenisistka
  - Dušan Kuciak, słowacki piłkarz, bramkarz
  - Lucjusz Nadbereżny, polski samorządowiec, prezydent Stalowej Woli
  - Alexander Dale Oen, norweski pływak (zm. 2012)
  - Nika Ožegović, chorwacka tenisistka
  - Ren Xuecheng, chińska zapaśniczka
- 22 maja:
  - Gloria Asumnu, amerykańska lekkoatletka, sprinterka
  - Tranquillo Barnetta, szwajcarski piłkarz
  - Mauro Boselli, argentyński piłkarz
  - Marc Carter, amerykański koszykarz
  - Alicja Jeromin, polska lekkoatletka, sprinterka
  - Chris Salvatore, amerykański aktor, piosenkarz, model
  - Carlos Valdés, kolumbijski piłkarz
  - Tom Zbikowski, amerykański futbolista pochodzenia polsko-niemieckiego
- 24 maja:
  - Grzegorz Czajka, polski judoka
  - Björgvin Páll Gústavsson, islandzki piłkarz ręczny, bramkarz
  - Katarzyna Z. Michalska, polska aktorka
  - Tayliah Zimmer, australijska pływaczka
  - Tito, hiszpański piłkarz
- 25 maja:
  - Demba Ba, senegalski piłkarz
  - Marija Korytcewa, ukraińska tenisistka
  - Pedro Morales, chilijski piłkarz
  - Alexis Texas, amerykańska aktorka pornograficzna
  - Łukasz Lamża, polski filozof, dziennikarz naukowy
- 26 maja:
  - Simeon Bulgaru, mołdawski piłkarz
  - Martin Damsbo, duński łucznik
  - Gia Maczawariani, gruziński sztangista
  - Anna Schultze, niemiecka lekkoatletka, tyczkarka
- 27 maja:
  - Marko Anttila, fiński hokeista
  - Szczepan Kończal, polski pianista
  - Izabela Prudzienica, polska piłkarka ręczna, bramkarka
  - Roberto Soldado, hiszpański piłkarz
- 28 maja:
  - Colbie Caillat, amerykańska piosenkarka
  - Alicia Gladden, amerykańska koszykarka (zm. 2013)
  - Carey Mulligan, brytyjska aktorka
  - Ejike Ugboaja, nigeryjski koszykarz
  - Agnieszka Wajs, polska aktorka
- 29 maja – Naile İvegin, turecka koszykarka
- 31 maja:
  - Ian Wujukas, grecki koszykarz
  - Zoraida Gómez, meksykańska aktorka
  - Regi Witherspoon, amerykański lekkoatleta, sprinter
- 1 czerwca:
  - Rodolph Austin, jamajski piłkarz
  - Tirunesh Dibaba, etiopska lekkoatletka, biegaczka długodystansowa
  - Alina l'Ami, rumuńska szachistka
  - Wiktorija Kuziakina, rosyjska siatkarka
  - Tamara Todewska, macedońska piosenkarka
  - Anthony Tolliver, amerykański koszykarz
  - Nick Young, amerykański koszykarz
- 2 czerwca:
  - Miyuki Sawashiro, japońska piosenkarka, aktorka głosowa
  - Maria Kristin Yulianti, indonezyjska badmintonistka
  - Marcin Żelazek, polski piłkarz ręczny
- 3 czerwca:
  - Abdulla Al-Dakeel, bahrajński piłkarz
  - Enchbatyn Badar-Uugan, mongolski bokser
  - Jeppe Brandrup, duński piłkarz
  - Papiss Cissé, senegalski piłkarz
  - Dianne van Giersbergen, holenderska wokalistka, autorka tekstów, członkini zespołów: Ex Libris(inne języki) i Xandria
  - Natalja Iljina, rosyjska biegaczka narciarska
  - Jawor Janakiew, bułgarski zapaśnik
  - Mykyta Kameniuka, ukraiński piłkarz
  - Noah Maposa, botswański piłkarx, bramkarz
  - Łukasz Piszczek, polski piłkarz
  - Sylwia Wojcieska, polska siatkarka
- 4 czerwca:
  - Leon Botha, południowoafrykański malarz, performer muzyczny (zm. 2011)
  - Anna-Lena Grönefeld, niemiecka tenisistka
  - Alicja Janosz, polska piosenkarka
  - Evan Lysacek, amerykański łyżwiarz figurowy
  - Lukas Podolski, niemiecki piłkarz pochodzenia polskiego
  - Ana Carolina Reston, brazylijska modelka (zm. 2006)
  - Jewgienij Ustiugow, rosyjski biathlonista
- 5 czerwca:
  - Jekatierina Byczkowa, rosyjska tenisistka
  - Kenny De Ketele, belgijski kolarz szosowy i torowy
  - Chris Holt, amerykański hokeista, bramkarz pochodzenia kanadyjskiego
- 6 czerwca – Marina Storożenko, kazachska siatkarka
- 7 czerwca:
  - Amber Holt, amerykańska koszykarka
  - Kenny Cunningham, kostarykański piłkarz
  - Dejan Lekić, serbski piłkarz
  - Arkadiusz Piech, polski piłkarz
  - Mami Shinkai, japońska zapaśniczka
  - Charlie Simpson, brytyjski gitarzysta, wokalista, członek zespołu Fightstar
  - Richard Thompson, trynidadzko-tobagijski lekkoatleta, sprinter
- 8 czerwca:
  - Alexandre Despatie, kanadyjski skoczek do wody
  - Ludmiła Litwinowa, rosyjska lekkoatletka, sprinterka
  - Tefik Osmani, albański piłkarz
  - Izabela Piekarska, polska koszykarka
  - Sofja Wielika, rosyjska szablistka
- 9 czerwca:
  - Farszad Alizade, irański zapaśnik
  - Sharon Day-Monroe, amerykańska lekkoatletka, wieloboistka
  - Almir Muchutdinow, kazachski piłkarz
  - Sebastian Telfair, amerykański koszykarz
  - Jan Wuytens, belgijski piłkarz
- 10 czerwca:
  - Richard Chambers, brytyjski wioślarz
  - Matylda Damięcka, polska aktorka
  - Kaia Kanepi, estońska tenisistka
  - Andrew Lees, australijski aktor
  - Andy Schleck, luksemburski kolarz szosowy
  - Wasilis Torosidis, grecki piłkarz
- 11 czerwca:
  - Brad Jacobs, kanadyjski curler
  - Dzmitry Kałdun, białoruski wokalista
- 12 czerwca:
  - Dave Franco, amerykański aktor
  - Blake Ross, amerykański informatyk
  - Kendra Wilkinson, amerykańska modelka
- 13 czerwca:
  - Murad Ağakişiyev, azerski piłkarz
  - Ida Alstad, norweska piłkarka ręczna
  - Đoàn Việt Cường, wietnamski piłkarz
  - Viktor Kjäll, szwedzki curler
  - Alberto Zapater, hiszpański piłkarz
- 14 czerwca:
  - Joanna Gabryelewicz, polska lekkoatletka, sprinterka
  - Juuso Hietanen, fiński hokeista
  - Zhu Guo, chiński taekwondzista
- 15 czerwca:
  - D.J. Strawberry, amerykański koszykarz
  - Nadine Coyle, brytyjska wokalistka, członkini zespołu Girls Aloud
  - Ene Franca Idoko, nigeryjska lekkoatletka, sprinterka
  - Francois Louw, południowoafrykański rugbysta
  - Leilani Mitchell, amerykańsko-australijska koszykarka
- 16 stycznia – Jamal Laabidi, marokański piłkarz
- 17 czerwca:
  - Ołena Demydenko, ukraińska biathlonistka (zm. 2013)
  - Nick Fazekas, amerykańsko-japoński koszykarz
  - Manuel Fettner, austriacki skoczek narciarski
  - Dienis Kokariew, rosyjski hokeista
  - Markos Pagdatis, cypryjski tenisista
  - Elsie Windes, amerykańska piłkarka wodna
- 18 czerwca:
  - Chris Coghlan, amerykański baseballista
  - Magdalena Fedorów, polska siatkarka
  - Cristián Torres, łotewski piłkarz pochodzenia argentyńskiego
- 19 czerwca:
  - Amélie de Montchalin, francuska polityk
  - Krzysztof Gonciarz, polski publicysta, recenzent gier komputerowych, podróżnik, vloger
  - Nataša Krsmanović, serbska siatkarka
  - Virág Németh, węgierska tenisistka
  - Christoph Nösig, austriacki narciarz alpejski
  - José Sosa, argentyński piłkarz
  - Dire Tune, etiopska lekkoatletka, biegaczka długodystansowa
  - Abderahim Benkajjane, marokański piłkarz
- 20 czerwca:
  - Myriam Casanova, szwajcarska tenisistka
  - Aurélien Chedjou, kameruński piłkarz
  - Julian Corrie, brytyjski muzyk[6]
  - Darko Miličić, serbski koszykarz
  - Szyrwani Muradow, rosyjski zapaśnik
- 21 czerwca:
  - Kris Allen, amerykański piosenkarz, autor tekstów piosenek, aktor
  - Mateusz Banasiuk, polski aktor
  - Amel Bent, francuska piosenkarka
  - Lana Del Rey, amerykańska piosenkarka
  - Anthony Terras, francuski strzelec sportowy
- 22 czerwca:
  - Karsten Brodowski, niemiecki wioślarz
  - Karla Cossio, meksykańska aktorka pochodzenia kubańskiego
  - Sofoklis Schortsanitis, grecki koszykarz pochodzenia kameruńskiego
- 24 czerwca:
  - Krunoslav Simon, chorwacki koszykarz
  - Diego Alves, brazylijski piłkarz, bramkarz
  - Catherine Chikwakwa, lekkoatletka z Malawi, biegaczka
  - Taj Gibson, amerykański koszykarz
  - Emilia Komarnicka, polska aktorka
  - Krzysztof Mulawa, polski ekonomista, polityk, poseł na Sejm RP
  - Christoph Strickner, austriacki skoczek narciarski
- 25 czerwca:
  - Scott Brown, szkocki piłkarz
  - Piotr Celeban, polski piłkarz
  - Adane Girma, etiopski piłkarz
  - Jarkko Heikkonen, fiński skoczek narciarski
  - Sławomir Kuczko, polski pływak
  - Karim Matmour, algierski piłkarz
  - Jekatierina Szychowa, rosyjska łyżwiarka szybka
  - Alianni Urgellés, kubański piłkarz
- 26 czerwca:
  - Marina Babieszyna, rosyjska siatkarka
  - Özge Çemberci, turecka siatkarka
  - Tomoko Fukumi, japońska judoczka
  - Katrin Heß, niemiecka aktorka
  - Marcin Przydacz, polski polityk, podsekretarz stanu w Ministerstwie Spraw Zagranicznych
  - Adam Sobieraj, polski zapaśnik
  - Gözde Sonsirma, turecka siatkarka
- 27 czerwca:
  - Franziska Bremer, niemiecka siatkarka
  - An Chol-hyok, północnokoreański piłkarz
  - Patrik Fahlgren, szwedzki piłkarz ręczny
  - Laura Kenney, brytyjska lekkoatletka, biegaczka długodystansowa
  - Swietłana Kuzniecowa, rosyjska tenisistka
  - Nico Rosberg, niemiecki kierowca wyścigowy Formuły 1
  - Stina Viktorsson, szwedzka curlerka
- 28 czerwca:
  - Arturo Álvarez, salwadorski piłkarz
  - Katarzyna Borowicz, polska dziennikarka, zdobywczyni tytułu Miss Polonia
  - Nina Bratczikowa, rosyjska tenisistka
  - Choi Gyu-jin, południowokoreański zapaśnik
  - Ahmed Kantari, marokański piłkarz
  - Anselmo Moreno, panamski bokser
  - Karolina Różycka, polska siatkarka
- 29 czerwca:
  - Paolo Bossini, włoski pływak
  - Katarzyna Burghardt, polska lekkoatletka, chodziarka
  - Justyna Ratajczak, polska lekkoatletka, tyczkarka
- 30 czerwca:
  - Trevor Ariza, amerykański koszykarz
  - Rafał Blechacz, polski pianista, zwycięzca XV Międzynarodowego Konkursu Pianistycznego im. Fryderyka Chopina
  - Kristin Hildebrand, amerykańska siatkarka
  - Michael Phelps, amerykański pływak
- 1 lipca:
  - Mohamed Abdel-Shafy, egipski piłkarz
  - Cleavon Frendo, maltański piłkarz
  - Vanessa Gidden, jamajska koszykarka
  - Eva Lechner, włoska kolarka górska, szosowa i przełajowa
  - Taylor Rochestie, amerykańsko-czarnogórski koszykarz pochodzenia żydowskiego
  - Sebalter, szwajcarski piosenkarz, skrzypek
  - Léa Seydoux, francuska aktorka
  - Iiro Tarkki, fińsko hokeista, bramkarz
- 2 lipca:
  - Włatko Iliewski, macedoński piosenkarz, aktor (zm. 2018)
  - Ciara Michel, brytyjska siatkarka
  - Rob Peeters, belgijski kolarz przełajowy i szosowy
  - Ashley Tisdale, amerykańska aktorka, piosenkarka, modelka
  - Joanna Waga, polska piłkarka ręczna
  - Jakub Wesołowski, polski aktor
- 3 lipca:
  - Julianna Awdiejewa, rosyjska pianistka
  - Tom De Sutter, belgijski piłkarz
  - Georg Fischler, austriacki saneczkarz
  - Aneta Jakóbczak, polska lekkoatletka, płotkarka
  - Zachar Jefimenko, ukraiński szachista
  - Mela Koteluk, polska piosenkarka
  - Jure Šinkovec, słoweński skoczek narciarski
  - Natalija Synyszyn, ukraińska zapaśniczka
- 4 lipca – Rinalds Sirsniņš, łotewski koszykarz
- 5 lipca:
  - Julija Andruszko, rosyjska siatkarka
  - François Arnaud, kanadyjski aktor
  - April Kubishta, amerykańska lekkoatletka, tyczkarka
  - Nick O’Malley, brytyjski basista, członek zespołu Arctic Monkeys
  - Lucía Pérez Vizcaíno, hiszpańska piosenkarka
  - Megan Rapinoe, amerykańska piłkarka
  - Ashley Shields, amerykańska koszykarka
  - Isaac Tutumlu, hiszpański kierowca wyścigowy
- 6 lipca:
  - Maria Arredondo, norweska piosenkarka
  - Rebecca Camilleri, maltańska lekkoatletka, skoczkini w dal
  - Stefano Chiapolino, włoski skoczek narciarski
  - Niklas Edin, szwedzki curler
  - Justyna Moniuszko, polska stewardesa (zm. 2010)
  - Dominik Płócienniczak, polski piłkarz ręczny (zm. 2019)
- 7 lipca:
  - Małgorzata Krasowska, polska altowiolistka, tancerka, kompozytorka
  - Simona Matei, rumuńska tenisistka
  - Brandon Rush, amerykański koszykarz
  - Andonia Sterjiu, grecka lekkoatletka, skoczkini wzwyż
- 8 lipca:
  - Romuald Boco, beniński piłkarz
  - Jamie Cook, brytyjski gitarzysta, członek zespołu Arctic Monkeys
  - Aziz Haydarov, uzbecki piłkarz
  - Natasha Lacy, amerykańska koszykarka
  - Julio Enrique Martínez, salwadorski piłkarz
  - Natəvan Qasımova, azerska siatkarka
  - Anna Smołowik, polska aktorka
  - Darangelys Yantín, portorykańska siatkarka
- 9 lipca
  - Paweł Korzeniowski, polski pływak
  - Alex Phillips, brytyjska polityk, posłanka do Parlamentu Europejskiego
- 10 lipca:
  - Jared Dudley, amerykański koszykarz
  - Mario Gómez, niemiecki piłkarz pochodzenia hiszpańskiego
  - Park Chu-young, południowokoreański piłkarz
  - Geoff Platt, kanadyjsko-białoruski hokeista
  - Lucimara Silva, brazylijska lekkoatletka, wieloboistka
- 11 lipca – Ele Opeloge, samoańska sztangistka
- 12 lipca:
  - Natasha Poly, rosyjska modelka
  - Emil Hegle Svendsen, norweski biathlonista
  - Theo Tams, kanadyjski piosenkarz
- 13 lipca:
  - Charlotte Dujardin, brytyjska jeźdźczyni sportowa
  - Maja Kleszcz, polska wokalistka, członkini Kapeli ze Wsi Warszawa
  - Guillermo Ochoa, meksykański piłkarz, bramkarz
  - Nobuyuki Nishi, japoński narciarz dowolny
  - Kaja Tokarska, polska lekkoatletka, płotkarka
- 14 lipca:
  - Aleksandra Gietner, polska aktorka niezawodowa
  - Digby Ioane, australijski rugbysta pochodzenia samoańskiego
  - Moemedi Moatlhaping, botswański piłkarz
  - Ołeksandr Pjatnycia, ukraiński lekkoatleta, oszczepnik
  - Aryana Sayeed, afgańska piosenkarka
- 15 lipca:
  - Andriej Diemanow, rosyjski sztangista
  - Olga Kalendarowa-Ochal, ukraińska lekkoatletka, biegaczka długodystansowa
  - Graziano Pellè, włoski piłkarz
  - Burak Yılmaz, turecki piłkarz
  - Zhu Ting, chiński piłkarz
  - Tomer Capon, izraelski aktor
- 16 lipca:
  - Dejan Jaković, kanadyjski piłkarz pochodzenia serbskiego
  - Johnny McKinstry, północnoirlandzki trener piłkarski
  - Rebecca Muambo, kameruńska zapaśniczka
  - Julija Ratkiewicz, białorusko-azerska zapaśniczka
  - Rosa Salazar, amerykańska aktorka pochodzenia peruwiańskiego
- 17 lipca:
  - Loui Eriksson, szwedzki hokeista
  - Tom Fletcher, brytyjski gitarzysta, wokalista, członek zespołu McFly
  - Rafał Fudalej, polski aktor
  - Valentino Gallo, włoski piłkarz wodny
  - Chris Johnson, amerykański koszykarz
  - Moses Mosop, kenijski lekkoatleta, długodystansowiec
  - Maurita Reid, amerykańsko-jamajska koszykarka
  - Martina Útlá, czeska siatkarka
- 18 lipca:
  - Chace Crawford, amerykański aktor, model
  - Agnieszka Dygacz, polska lekkoatletka, chodziarka
  - Hopsin, amerykański raper
  - Mara Navarria, włoska szpadzistka
  - Vinícius de Oliveira, brazylijski aktor
  - Dudu Omagbemi, nigeryjski piłkarz
  - Robert Winnicki, polski polityk, poseł na Sejm RP
- 19 lipca:
  - LaMarcus Aldridge, amerykański koszykarz
  - Sara Paris, włoska siatkarka
  - Darja Piszczalnikowa, rosyjska lekkoatletka, dyskobolka
  - Wancze Szikow, macedoński piłkarz
  - Zhou Haibin, chiński piłkarz
- 21 lipca:
  - Jonathan Ayité, togijski piłkarz
  - Guillaume Bastille, kanadyjski łyżwiarz szybki, specjalista short tracku
  - Samuel Hill, australijski kolarz górski
  - Kim Jong-hyun, południowokoreański strzelec sportowy
  - Vanessa Lengies, kanadyjska aktorka
  - Julia Michalska, polska wioślarka
- 22 lipca:
  - Natalija Dawydowa, ukraińska sztangistka
  - Ryan Dolan, północnoirlandzki piosenkarz
  - Boukary Dramé, senegalski piłkarz
  - Randal Falker, amerykański koszykarz
  - Ben Foden, angielski rugbysta
  - Blanka Lipińska, polska pisarka
  - Mariama Signaté, francuska piłkarka ręczna pochodzenia senegalskiego
- 23 lipca:
  - Edyta Czerwonka, polska koszykarka
  - Jayson Jablonsky, amerykański siatkarz
  - Luis Ángel Landín, meksykański piłkarz
  - Anna Maria Mühe, niemiecka aktorka
  - Łukasz Prokorym, polski prawnik, polityk, marszałek województwa podlaskiego
- 24 lipca:
  - Patrice Bergeron, kanadyjski hokeista
  - Levi Heimans, holenderski kolarz torowy i szosowy
  - Aries Merritt, amerykański lekkoatleta, płotkarz
  - Teagan Presley, amerykańska aktorka pornograficzna
  - Lukáš Rosol, czeski tenisista
- 25 lipca:
  - James Lafferty, amerykański aktor
  - Anna Leśniewska, polska sztangistka
  - Kevin McCall, amerykański piosenkarz
  - Nelson Ângelo Piquet, brazylijski kierowca wyścigowy
  - Hugo Rodallega, kolumbijski piłkarz
  - Kyryło Sydorenko, ukraiński piłkarz
  - Shantel VanSanten, amerykańska aktorka, modelka
- 26 lipca:
  - Anna Ewelina, polsko-niemiecka piosenkarka, aktorka
  - Gaël Clichy, francuski piłkarz
  - Jeong Gyeong-mi, południowokoreańska judoczka
  - Anna Jurčenková, słowacka koszykarka
  - Tatafu Polota-Nau, australijski rugbysta pochodzenia tongijskiego
  - Saman Tahmasebi, irańsko-azerski zapaśnik
- 27 lipca:
  - Santa Dreimane, łotewska koszykarka
  - Babanco, kabowerdyjski piłkarz
  - Ludmyła Bałuszka, ukraińska zapaśniczka
  - Dariusz Popiela, polski kajakarz górski
  - Mamadou Coulibaly, malijski piłkarz
- 28 lipca:
  - Mathieu Debuchy, francuski piłkarz
  - Tatiana Encarnación, portorykańska siatkarka
  - Anton Gołocuckow, rosyjski gimnastyk
  - Dustin Milligan, kanadyjski aktor
  - Brižitka Molnar, serbska siatkarka
  - Christian Süß, niemiecki tenisista stołowy
  - Benjamin Weß, niemiecki hokeista na trawie
- 29 lipca – Sławica Dimowska, północno-macedońska koszykarka
- 30 lipca:
  - Elena Gheorghe, rumuńska piosenkarka
  - Shaun Heshka, kanadyjski hokeista
  - Daniel Fredheim Holm, norweski piłkarz
  - Benjamin Kleibrink, niemiecki florecista
  - Luca Lanotte, włoski łyżwiarz figurowy
  - Arielle Martin, amerykańska kolarka BMX
- 31 lipca:
  - Shannon Curfman, amerykańska gitarzystka, wokalistka, autorka tekstów, kompozytorka
  - Marcos Danilo Padilha, brazylijski piłkarz (zm. 2016)
  - Ewa Janewa, bułgarska siatkarka
  - Brimin Kipruto, kenijski lekkoatleta, długodystansowiec
  - Luka Pejović, czarnogórski piłkarz
  - Alissa White-Gluz, kanadyjska wokalistka, autorka tekstów
- 1 sierpnia:
  - Paweł Dębski, polski reżyser, animator i montażysta filmów animowanych (zm. 2018)
  - Stuart Holden, amerykański piłkarz pochodzenia szkockiego
  - Nawal Mansouri, algierska siatkarka
  - Karina Ocasio, portorykańska siatkarka
  - Kris Stadsgaard, duński piłkarz
  - Dušan Švento, słowacki piłkarz
  - Michael Wiringi, nowozelandzki i rumuński rugbysta
  - Yoshiko Yano, japońska siatkarka
- 2 sierpnia:
  - Jimmy Briand, francuski piłkarz
  - Gökçen Denkel, turecka siatkarka
  - Antoinette Nana Djimou, francuska lekkoatletka, wieloboistka pochodzenia kameruńskiego
- 3 sierpnia:
  - Benjamin Herth, niemiecki piłkarz ręczny
  - Kornelia Kubińska, polska biegaczka narciarska
  - Brent Kutzle, amerykański muzyk, członek zespołu OneRepublic
  - Rubén Limardo, wenezuelski szpadzista
  - Sonny Bill Williams, nowozelandzki rugbysta, bokser
  - Gani Żajłauow, kazachski bokser
- 4 sierpnia:
  - Dasza Astafjewa, ukraińska modelka, piosenkarka
  - Pak Hyon-suk, południowokoreańska sztangistka
  - Antonio Valencia, ekwadorski piłkarz
- 6 sierpnia:
  - Michael Andrei, niemiecki siatkarz pochodzenia rumuńskiego
  - Paulina Biranowska, polska siatkarka
  - Ana Drev, słoweńska narciarka alpejska
  - Bafétimbi Gomis, francuski piłkarz pochodzenia senegalskiego
  - Garrett Weber-Gale, amerykański pływak
- 7 sierpnia:
  - Margot Boer, holenderska łyżwiarka szybka
  - Rick Genest, kanadyjski aktor, model (zm. 2018)
  - Bubba Harris, amerykański kolarz BMX
  - Carole Vergne, francuska szablistka
  - Paulina Wota, polska judoczka
- 8 sierpnia:
  - Moses Chavula, malawijski piłkarz
  - Kai Kovaljeff, fiński skoczek narciarski
  - Ali Rehema, iracki piłkarz
  - Anita Włodarczyk, polska lekkoatletka, młociarka
- 9 sierpnia:
  - Kimberley Brennan, australijska wioślarka
  - Max Günthör, niemiecki siatkarz
  - Filipe Luís, brazylijski piłkarz pochodzenia polskiego
  - Anna Kendrick, amerykańska aktorka, piosenkarka
  - Hayley Peirsol, amerykańska pływaczka
- 10 sierpnia:
  - Łorisa Oorżak, ukraińska zapaśniczka
  - Łukasz Świrk, polski wspinacz
  - David Tetteh, kirgiski piłkarz pochodzenia ghańskiego
- 11 sierpnia:
  - Carla Bradstock, kanadyjska siatkarka
  - Hannah Davis, australijska kajakarka
  - Adina Fiera, rumuńska piłkarka ręczna
  - Asher Roth, amerykański raper
- 12 sierpnia – Caterina Fanzini, włoska siatkarka
- 13 sierpnia:
  - Olubayo Adefemi, nigeryjski piłkarz (zm. 2011)
  - Vilmarie Mojica, portorykańska siatkarka
  - Marija Sawinowa, rosyjska lekkoatletka, biegaczka średniodystansowa
  - Ionelia Zaharia, rumuńska wioślarka
  - Dawid Kobiałka, polski archeolog
- 14 sierpnia:
  - Ashlynn Brooke, amerykańska aktorka pornograficzna
  - Monika Chróścielewska, polska judoczka
  - Rafał Dutka, polski hokeista
  - Mauricio Saucedo, boliwijski piłkarz
  - Shea Weber, kanadyjski hokeista
  - Alesia Zajcawa, białoruska badmintonistka
- 15 sierpnia:
  - Lerato Chabangu, południowoafrykański piłkarz
  - Emil Jönsson, szwedzki biegacz narciarski
  - Andrea Lewis, kanadyjska aktorka, piosenkarka
  - Natalja Zabołotna, rosyjska sztangistka
- 16 sierpnia:
  - Agnes Bruckner, amerykańska aktorka
  - Arden Cho, amerykańska aktorka
  - Cristin Milioti, amerykańska aktorka pochodzenia greckiego
  - Edyta Węcławek, polska siatkarka
  - John Yarbrough, amerykański lekkoatleta, płotkarz (zm. 2012)
- 17 sierpnia:
  - Jekatierina Andriuszyna, rosyjska piłkarka ręczna
  - Troy Brouwer, kanadyjski hokeista
  - Billy Dib, australijski bokser
  - Alex Honnold, amerykański wspinacz
  - Victor Negrescu, rumuński polityk, eurodeputowany
- 18 sierpnia:
  - Inge Dekker, holenderska pływaczka
  - Brooke Harman, amerykańska aktorka
  - Ghasem Rezaji, irański zapaśnik
  - Bryan Ruiz, kostarykański piłkarz
  - Straszimira Simeonowa, bułgarska siatkarka
- 19 sierpnia:
  - J. Evan Bonifant, amerykański aktor
  - Lindsey Jacobellis, amerykańska snowboardzistka
  - Vijay Kumar, irański strzelec sportowy
  - Lars Nelson, szwedzki biegacz narciarski
  - Karim Ait Darham, marokański piłkarz
- 20 sierpnia:
  - Brant Daugherty, amerykański aktor
  - Casper Jørgensen, duński kolarz szosowy i torowy
  - Adrian Miedziński, polski żużlowiec
  - Álvaro Negredo, hiszpański piłkarz
  - Lisa Thomsen, niemiecka siatkarka
  - Stephen Ward, irlandzki piłkarz
- 21 sierpnia:
  - Nicolás Almagro, hiszpański tenisista
  - Boladé Apithy, francuski szpadzista
  - Sam Bould, brytyjski aktor i montażysta filmowy
  - Laura Haddock, angielska aktorka
  - Aleksandra Kiriaszowa, rosyjska lekkoatletka, tyczkarka
  - Mélissa M, francuska piosenkarka
  - Andrew Ornoch, kanadyjski piłkarz pochodzenia polskiego
- 22 sierpnia:
  - Iwona Bota, polska lekkoatletka, biegaczka górska
  - Jens Byggmark, szwedzki narciarz alpejski
  - Bartosz Gawryszewski, polski siatkarz
  - Barbara Kurdej-Szatan, polska aktorka
  - Jorge Linares, wenezuelski bokser
- 23 sierpnia – Anna Bragina, rosyjska lekkoatletka, chodziarka
- 24 sierpnia – Agata Nizińska, polska piosenkarka, aktorka
- 25 sierpnia:
  - Marcus Böhme, niemiecki siatkarz
  - Katarzyna Dźwigalska, polska koszykarka
  - Rusłan Szarifullin, rosyjski narciarz dowolny
  - Marat Żaparow, kazachski skoczek narciarski
- 28 sierpnia:
  - Treat Huey, filipiński tenisista
  - Kjetil Jansrud, norweski narciarz alpejski
  - Sabina Stenka-Szymańska, polska niepełnosprawna lekkoatletka, biegaczka
  - Manuel Weber, austriacki piłkarz
- 29 sierpnia:
  - Helia González, hiszpańska siatkarka
  - Kanari Hamaguchi, japońska siatkarka
  - Gonzalo Jara, chilijski piłkarz
  - Olga Kużeła, rosyjska pływaczka synchroniczna
  - Monica Ravetta, włoska siatkarka
  - Ignacio Scocco, argentyński piłkarz
- 30 sierpnia:
  - Tianna Bartoletta, amerykańska lekkoatletka, skoczkini w dal i sprinterka
  - Richard Duffy, walijski piłkarz
  - Leisel Jones, australijska pływaczka
  - Ehsan Laszgari, irański zapaśnik
  - Éva Risztov, węgierska pływaczka
  - Eamon Sullivan, australijski pływak
  - Anna Uszenina, ukraińska szachistka
- 31 sierpnia:
  - Marina Alabau, hiszpańska windsurferka
  - Eglė Šulčiūtė, litewska koszykarka
  - Nikoloz Izoria, gruziński bokser
  - Rolando, portugalski piłkarz pochodzenia kabowerdyjskiego
  - Mhairi Spence, brytyjska pięcioboistka nowoczesna
- 1 września – Latt Shwe Zin, birmańska wioślarka
- 2 września:
  - Laura Greenhalgh, brytyjska wioślarka
  - Paulina Maciuszek, polska biegaczka narciarska
  - Michał Meyer, polski aktor
  - Allison Miller, amerykańska aktorka, piosenkarka
  - Adam Nemec, słowacki piłkarz
- 3 września:
  - Scott Carson, angielski piłkarz, bramkarz
  - Noëlle Chevigny, francuska siatkarka
  - Majdi Siddiq, katarski piłkarz pochodzenia sudańskiego
  - Yūki Kaji, japoński aktor i seiyū
- 4 września:
  - Raúl Albiol, hiszpański piłkarz
  - Christian Burns, amerykański koszykarz
  - Kaillie Humphries, kanadyjska bobsleistka
  - Lola Yoʻldosheva, uzbecka piosenkarka i aktorka
- 5 września:
  - Weronika Deresz, polska wioślarka
  - Jan Mazoch, czeski skoczek narciarski
  - Pak Chol-jin, północnokoreański piłkarz
  - Kristi Vangjeli, albański piłkarz
- 6 września:
  - Małgorzata Babicka, polska koszykarka
  - Tom Ransley, brytyjski wioślarz
  - Małgorzata Rejmer, polska pisarka
  - Anastasija Taranowa-Potapowa, rosyjska lekkoatletka, skoczkini w dal i trójskoczkni
  - Webbie, amerykański raper
- 7 września:
  - Jean Cedeño, panamski piłkarz
  - Stephen Dixon, kanadyjski hokeista
  - Alona Łanska, białoruska piosenkarka
  - Rafinha, brazylijski piłkarz
  - Bartłomiej Tomczak, polski piłkarz ręczny
- 8 września – Ingolf Wunder, austriacki pianista, laureat 2. nagrody XVI Międzynarodowego Konkursu Pianistycznego im. Fryderyka Chopina
- 9 września:
  - Walerij Dymo, ukraiński pływak
  - Li’or Elijjahu, izraelski koszykarz
  - Iga Karst, polska pisarka
  - Sacha Kljestan, amerykański piłkarz
  - Luka Modrić, chorwacki piłkarz
  - Lilyana Natsir, indonezyjska badmintonistka
  - J.R. Smith, amerykański koszykarz
  - Igor Szmakow, rosyjski aktor (zm. 2011)
- 10 września:
  - David Clarkson, szkocki piłkarz
  - Alesha Deesing, amerykańska siatkarka
  - Agnieszka Jochymek, polska piłkarka ręczna
  - Aya Kamiki, japońska aktorka, modelka, wokalistka, członkini zespołu UROBOROS(inne języki)
  - Laurent Koscielny, francuski piłkarz pochodzenia polskiego
  - Elyse Levesque, kanadyjska aktorka
  - Shōta Matsuda, japoński aktor
  - Wilfred Velásquez, gwatemalski piłkarz
  - Neil Walker, amerykański baseballista
- 12 września:
  - Jonatan Cerrada, belgijski piosenkarz
  - Jamie Cope, angielski snookerzysta
  - Headhunterz, holenderski didżej, producent muzyczny
  - Javier Illana, hiszpański skoczek do wody
  - Paulina Przybysz, polska wokalistka, autorka tekstów, członkini duetu Sistars
  - Aleksandr Riazancew, rosyjski szachista, trener
- 13 września:
  - Oksana Lubcowa, ukraińska tenisistka
  - Thomas Prager, austriacki piłkarz
- 14 września:
  - Vanessa Fernandes, portugalska triathlonistka
  - Paolo Gregoletto, amerykański basista pochodzenia włoskiego, członek zespołu Trivium
  - Aya Ueto, japońska aktorka, piosenkarka
- 15 września:
  - Mirko Alilović, chorwacki piłkarz ręczny, bramkarz
  - Denis Calincov, mołdawski piłkarz
  - Kayden Kross, amerykańska aktorka pornograficzna
  - Fredrik Lindgren, szwedzki żużlowiec
- 16 września:
  - Paola Ferrari, paragwajska koszykarka, posiadająca także włoskie obywatelstwo
  - Johan Remen Evensen, norweski skoczek narciarski
  - Katarzyna Toma, polska szachistka
- 17 września:
  - Bjanka, rosyjska piosenkarka pochodzenia białoruskiego
  - Tomáš Berdych, czeski tenisista
  - Ümit Korkmaz, austriacki piłkarz pochodzenia tureckiego
  - Pawieł Krugłow, rosyjski siatkarz
  - Aleksandr Owieczkin, rosyjski hokeista
  - Mirza Teletović, bośniacki koszykarz
  - Siaosi Manumataongo ʻAlaivahamamaʻo ʻAhoʻeitu Konstantin Tukuʻaho, tongijski książę, następca tronu
  - Jon Walker, amerykański basista, członek zespołów: Panic! at the Disco i The Young Veins
- 18 września:
  - Amber An, tajwańska piosenkarka, aktorka, modelka
  - Koo Kien Keat, malezyjski badmintonista pochodzenia chińskiego
  - Hitomi Nakamichi, japońska siatkarka
  - Austin Trout, amerykański bokser
- 21 września:
  - Mateusz Banasiuk, polski aktor
  - Marta Kubiak, polska polityk, politolog, działaczka samorządowa
  - Serhij Kurczenko, ukraiński przedsiębiorca, działacz piłkarski
  - Pāvels Šteinbors, łotewski piłkarz, bramkarz
- 22 września:
  - Olga Drobyszewska, kazachska siatkarka
  - Jamie Mackie, szkocki piłkarz
  - Tatiana Maslany, kanadyjska aktorka
  - Szymon Pogoda, polski ekonomista, polityk, poseł na Sejm RP
- 23 września:
  - Maki Gotō, japońska piosenkarka
  - Izabela Hohn, polska siatkarka
  - Hosejn Kabi, irański piłkarz
  - Lukáš Kašpar, czeski hokeista
  - Germaine Lindsay, brytyjski terrorysta pochodzenia jamajskiego (zm. 2005)
  - Evi Van Acker, belgijska żeglarka sportowa
- 24 września:
  - Kimberley Nixon, brytyjska aktorka
  - Sophie de Ronchi, francuska pływaczka
  - Maria Eleonor Tavares, francuska lekkoatletka, tyczkarka
  - Łukasz Tusk, polski polityk, poseł na Sejm RP
- 26 września:
  - Fabio Cerutti, włoski lekkoatleta, sprinter
  - Ibrahima Diallo, gwinejski piłkarz
  - Senijad Ibričić, bośniacki piłkarz
  - Swietłana Iwanowa, rosyjska aktorka
  - Anna Kaczmar, polska siatkarka
  - Lenna Kuurmaa, estońska wokalistka, członkini zespołu Vanilla Ninja
  - Marcin Mroziński, polski aktor, piosenkarz
  - Matt Pokora, francuski piosenkarz, tancerz, kompozytor pochodzenia polskiego
  - Aleksandra Tsiawu, grecka wioślarka
- 27 września:
  - Yael Castiglione, argentyńska siatkarka
  - Paulina Dębska, polska lekkoatletka, tyczkarka
  - Fernando Meneses, chilijski piłkarz
  - Daniel Pudil, czeski piłkarz
  - Ibrahim Touré, iworyjski piłkarz (zm. 2014)
- 28 września:
  - Luke Chambers, angielski piłkarz
  - Žarko Čomagić, serbski koszykarz
  - Frankie Gavin, brytyjski bokser
  - James Perch, angielski piłkarz
  - Jana Uskowa, rosyjska piłkarka ręczna
- 29 września – DaShaun Wood, amerykański koszykarz
- 30 września:
  - James Dallinger, nowozelandzki wioślarz
  - Dmytro Hrabowski, ukraiński kolarz szosowy (zm. 2017)
  - Téa Obreht, amerykańska pisarka
  - Cristian Rodríguez, urugwajski piłkarz
  - T-Pain, amerykański piosenkarz, producent muzyczny
- 1 października:
  - Nesrine Ahmed Imam, egipska lekkoatletka, tyczkarka
  - Magid Mohamed, katarski piłkarz pochodzenia sudańskiego
  - Paluch, polski raper
- 2 października:
  - Martins Ekwueme, nigeryjski piłkarz
  - Steeve Guénot, francuski zapaśnik
  - Ole Marius Ingvaldsen, norweski skoczek narciarski
  - Ciprian Marica, rumuński piłkarz
  - Sebastian Schwarz, niemiecki siatkarz
  - Linda Stahl, niemiecka lekkoatletka, oszczepniczka
- 3 października:
  - Dobromir Dymecki, polski aktor
  - Anna Kryłowa, rosyjska lekkoatletka, trójskoczkini
  - Courtney Lee, amerykański koszykarz
  - Marta Ostrowska, polska siatkarka
- 4 października:
  - Māris Gulbis, łotewski koszykarz
  - Cody McMains, amerykański aktor
  - Debora Seilhamer, portorykańska siatkarka
  - Shontelle, barbadoska piosenkarka
  - Zhang Dan, chińska łyżwiarka figurowa
- 5 października:
  - Dzianis Mihal, białoruski wioślarz
  - Barry Murphy, irlandzki pływak
  - Nicola Roberts, brytyjska wokalistka, członkini zespołu Girls Aloud
- 6 października:
  - Raúl Fernández Valverde, peruwiański piłkarz, bramkarz
  - Sylvia Fowles, amerykańska koszykarka
  - Louise Hazel, brytyjska lekkoatletka, wieloboistka
- 7 października:
  - Jana Chochłowa, rosyjska łyżwiarka figurowa
  - Daniel Gimeno-Traver, hiszpański tenisista
  - Mattias Hargin, szwedzki narciarz alpejski
  - Agata Szymczewska, polska skrzypaczka, profesor
  - Anna Zukal, rosyjska narciarka dowolna
- 8 października:
  - Simone Bolelli, włoski tenisista
  - Natali Flaviani, argentyńska siatkarka
  - Bruno Mars, amerykański piosenkarz, autor tekstów, producent muzyczny pochodzenia filipińsko-portorykańskiego
  - Jaycee Okwunwanne, bahrajński piłkarz pochodzenia nigeryjskiego
  - Tom Schnell, luksemburski piłkarz
- 10 października:
  - Katie Carter, amerykańska siatkarka
  - Dominique Cornu, belgijski kolarz torowy i szosowy
  - Marina Diamandis, walijska piosenkarka, kompozytorka, autorka tekstów pochodzenia greckiego
  - Irene Fonseca, kostarykańska siatkarka
  - Rostislav Olesz, czeski hokeista
  - Sandra Záhlavová, czeska tenisistka
- 11 października:
  - Margaret Berger, norweska piosenkarka, autorka tekstów
  - Nesta Carter, jamajski lekkoatleta, sprinter
  - Gabriella Fagundez, szwedzka pływaczka
  - Álvaro Fernández, urugwajski piłkarz
  - Annette Gerritsen, holenderska łyżwiarka szybka
  - Michelle Trachtenberg, amerykańska aktorka (zm. 2025)
  - Wang Mingjuan, chińska sztangistka
- 12 października:
  - Michelle Carter, amerykańska lekkoatletka, kulomiotka
  - Emilio Correa, kubański bokser
  - Janay DeLoach Soukup, amerykańska lekkoatletka, skoczkini w dal
  - Mike Green, kanadyjski hokeista
  - Anna Iljuštšenko, estońska lekkoatletka, skoczkini wzwyż
  - Gheorghe Ovseanicov, mołdawski piłkarz
  - Carl Söderberg, szwedzki hokeista
- 13 października:
  - Michaił Biriukow, rosyjski hokeista, bramkarz
  - Anna Bonciani, włoska wioślarka
  - Diox, polski raper
  - Łukasz Jasiński, polski piłkarz
  - Anke Karstens, niemiecka snowboardzistka
  - Andrej Meszároš, słowacki hokeista
  - Alaksiej Skwierniuk, białoruski piłkarz
- 14 października:
  - Manuel Belletti, włoski kolarz szosowy
  - Andrea Fischbacher, austriacka narciarka alpejska
  - Witalij Fridzon, rosyjski koszykarz
  - Ryan Kankowski, południowoafrykański rugbysta pochodzenia polskiego
  - Miyuki Maeda, japońska badmintonistka
  - Sherlyn, meksykańska aktorka, piosenkarka
  - Piotr Żurawski, polski aktor
- 15 października:
  - Arron Afflalo, amerykański koszykarz
  - Karolina Kowalkiewicz, polska zawodniczka sztuk walki
  - Beata Mikołajczyk, polska kajakarka
  - Louise Trappitt, nowozelandzka wioślarka
- 16 października:
  - Alexis Hornbuckle, amerykańska koszykarka
  - Wiktor Josifow, bułgarski siatkarz
  - Benjamin Karl, austriacki snowboardzista
  - Laura Sánchez, meksykańska skoczkini do wody
  - Casey Stoner, australijski motocyklista wyścigowy
- 17 października:
  - Kirił Akałski, bułgarski piłkarz, bramkarz
  - Christine Magnuson, amerykańska pływaczka
  - Paulina Urban, polska łyżwiarka figurowa
- 18 października
  - Anita Dimitriu, cypryjska działaczka samorządowa, polityk
  - Nemanja Radulović, serbski skrzypek
- 19 października:
  - Sabina Bagińska, polska sztangistka
  - François Dumont, francuski pianista
  - Justin Warsylewicz, kanadyjski łyżwiarz szybki
- 20 października:
  - Żana Bergendorff, bułgarska piosenkarka i autorka tekstów
  - Jennifer Freeman, amerykańska aktorka
  - Sa’id Maruf, irański siatkarz
  - Mike Perez, kubański bokser
- 21 października – Alexandra Trică, rumuńska siatkarka
- 22 października:
  - Sabrina Esposito, włoska zapaśniczka
  - Feng Xiaoting, chiński piłkarz
  - Alex Gladkov, brytyjski zapaśnik
  - Hadise, turecka piosenkarka
  - Zachary Hanson(inne języki), amerykański muzyk, członek zespołu Hanson
  - Agnieszka Mierzejewska, polska lekkoatletka, biegaczka długodystansowa
  - Kristýna Pastulová, czeska siatkarka
  - Deontay Wilder, amerykański bokser
- 23 października:
  - Mohammed Abdellaoue, norweski piłkarz pochodzenia marokańskiego
  - Priscilla Faia, kanadyjska aktorka
  - Masiela Lusha, amerykańska aktorka pochodzenia albańskiego
- 24 października:
  - Jeannine Hennicke, niemiecka wioślarka
  - Edyta Krzemień, polska aktorka, wokalistka
  - Nilay Özdemir, turecka siatkarka
  - Wayne Rooney, angielski piłkarz
  - Giordan Watson, amerykański koszykarz, posiadający także rumuńskie obywatelstwo
  - Oscar Wendt, szwedzki piłkarz
- 25 października:
  - Ciara, amerykańska piosenkarka
  - Reanne Evans, angielska snookerzystka
  - Kara Lynn Joyce, amerykańska pływaczka
  - Marta Sziłajtis-Obiegło, polska kapitan jachtowa
- 26 października:
  - Andrea Bargnani, włoski koszykarz
  - Monta Ellis, amerykański koszykarz
  - Soko, francuska piosenkarka
  - Asin Thottumkal, indyjska aktorka
- 27 października:
  - Daniel Kolář, czeski piłkarz
  - Sunitha Rao, indyjska tenisistka
  - Stojan Todorczew, bułgarski sztangista, strongman
- 28 października:
  - Tessy Antony-de Nassau, luksemburska wojskowa, działaczka społeczna, była członkini rodziny wielkoksiążęcej
  - Troian Bellisario, amerykańska aktorka pochodzenia włoskiego
  - Gaëtane Thiney, francuska piłkarka
  - Nikita Wygłazow, rosyjski hokeista
- 29 października:
  - Tiff Lacey, brytyjska piosenkarka, autorka tekstów, pisarka, malarka
  - Janet Montgomery, brytyjska aktorka
  - Lacey Nymeyer, amerykańska pływaczka
  - Ximena Sariñana, meksykańska piosenkarka, aktorka
  - Vijender Singh, indyjski bokser
- 30 października:
  - Andreas Ulmer, austriacki piłkarz
  - Kateryna Hryhorenko, ukraińska biegaczka narciarska
  - Ragnar Klavan, estoński piłkarz
  - Mohamed Liban, dżibutyjski piłkarz
  - Anna Miros, polska siatkarka
  - Tomasz Nowak, polski piłkarz
  - Arnaud Séka, beniński piłkarz
  - Andreas Ulmer, austriacki piłkarz
  - Maja Vidmar, słoweńska wspinaczka sportowa
  - Franz-Josef Vogt, liechtensteiński piłkarz
- 31 października – Michał Pacholski, polski polityk, geodeta, poseł na Sejm RP
- 1 listopada:
  - Patryk Czarnowski, polski siatkarz
  - Tiberio Guarente, włoski piłkarz
  - Huang Haiyang, chiński szablista
  - Marcus Landry, amerykański koszykarz
  - Majia Maneza, kazachska sztangistka
- 2 listopada:
  - Nadija Muszka-Semencowa, azerska zapaśniczka pochodzenia ukraińskiego
  - Christian Suárez, ekwadorski piłkarz
- 3 listopada:
  - Tyler Hansbrough, amerykański koszykarz
  - Guido Landert, szwajcarski skoczek narciarski
  - Paul Lotman, amerykański siatkarz
  - Karin Oberhofer, włoska biathlonistka
- 4 listopada:
  - John Hastings, australijski krykiecista
  - Marcell Jansen, niemiecki piłkarz
  - Miki Miyamura, japońska tenisistka
- 5 listopada:
  - Mattia Carpanese, włoski żużlowiec
  - Alexandra Girard, francuska wioślarka
  - Rimo Hunt, estoński piłkarz
  - Olga Kuczerienko, rosyjska lekkoatletka, skoczkini w dal
  - Silja Lehtinen, fińska żeglarka sportowa
- 6 listopada:
  - Šárka Barborková, czeska siatkarka
  - Karen Cope, kostarykańska siatkarka
  - Su Lihui, chińska zapaśniczka
  - Sun Yue, chiński koszykarz
- 7 listopada:
  - Darnell Jackson, amerykański koszykarz
  - Łukasz Kmita, polski polityk i urzędnik, wojewoda małopolski
- 8 listopada:
  - Magda Apanowicz, kanadyjska aktorka pochodzenia polskiego
  - Darwin Barney, amerykański baseballista
  - Leticia Boscacci, argentyńska siatkarka
  - Jack Osbourne, brytyjski celebryta
  - Akselis Vairogs, łotewski koszykarz
- 10 listopada:
  - Dagmara Bąk, polska aktorka
  - Aleksandar Kolarov, serbski piłkarz
  - Liu Zhongqing, chiński narciarz dowolny
  - Wu Minxia, chińska skoczkini do wody
- 12 listopada – Innocent Mdledle, południowoafrykański piłkarz
- 13 listopada:
  - Asdrúbal Cabrera, wenezuelski baseballista
  - Viktor Elm, szwedzki piłkarz
  - Adel Lamy, katarski piłkarz pochodzenia kuwejckiego
  - Alaksandr Lisouski, białoruski kolarz torowy i szosowy
  - Andrea Penezić, chorwacka piłkarka ręczna
  - Shavkat Salomov, uzbecki piłkarz
- 14 listopada:
  - Laura Alba, estońska biegaczka narciarska
  - Andreas Vilberg, norweski skoczek narciarski
- 15 listopada:
  - Kamil Wójciak, polski koszykarz
  - Lily Aldridge, amerykańska modelka
  - Karolina Chapko, polska aktorka
  - Paulina Chapko, polska aktorka
  - Elad Gabbaj, izraelski piłkarz
  - Beata Mikołajczyk, polska kajakarka
  - Marta Wojtkuńska, polska lekkoatletka, biegaczka średnio- i długodystansowa
- 16 listopada:
  - Kristina Kuusk, estońska szpadzistka
  - Sanna Marin, fińska polityk, premier Finlandii
  - Andrzej Skórski, polski siatkarz
- 17 listopada – Tetiana Szczypakina, urkaińska koszykarka, posiadająca także rosyjskie obywatelstwo
- 18 listopada:
  - Melanie Behringer, niemiecka piłkarka
  - Allyson Felix, amerykańska lekkoatletka, sprinterka
  - Hiromi Miyake, japońska sztangistka
  - Katie Morgan, amerykańska lekkoatletka, tyczkarka
  - Anna Reymer, nowozelandzka wioślarka
  - María Serrano, hiszpańska zapaśniczka
  - Adriaan Strauss, południowoafrykański rugbysta
- 19 listopada:
  - Matea Vrdoljak, chorwacka koszykarka
  - Mouni Abderrahim, algierska siatkarka
  - Chris Eagles, angielski piłkarz
  - Andre Ingram, amerykański koszykarz
  - Jiří Kladrubský, czeski piłkarz
  - Katarzyna Sowa, polska lekkoatletka, tyczkarka
- 20 listopada:
  - Dan Byrd, amerykański aktor
  - Yoriko Kunihara, japońska judoczka
  - Marija Muchortowa, rosyjska łyżwiarka figurowa
  - Heinrich Schmidtgal, kazachski piłkarz pochodzenia niemieckiego
- 21 listopada:
  - Carly Rae Jepsen, kanadyjska piosenkarka
  - Jesús Navas, hiszpański piłkarz
  - Wayne Odesnik, amerykański tenisista
  - Elisabeth Osl, austriacka kolarka górska
  - Marhinde Verkerk, holenderska judoczka
- 22 listopada:
  - Rianna Galiart, holenderska lekkoatletka, tyczkarka
  - Asamoah Gyan, ghański piłkarz
  - Dieumerci Mbokani, kongijski piłkarz
  - Mandy Minella, luksemburska tenisistka
  - Lukáš Pešek, czeski motocyklista wyścigowy
- 25 listopada:
  - Jeremiah Brown, kanadyjski wioślarz
  - Maksym Feszczuk, ukraiński piłkarz
  - Marit Malm Frafjord, norweska piłkarka ręczna
  - Remona Fransen, holenderska lekkoatletka, wieloboistka
  - Izabela Godzińska, polska piłkarka, bramkarka
  - Marcus Hellner, szwedzki biegacz narciarski
  - Anna Mrozińska, polska gimnastyczka
  - Yūki Ōta, japoński florecista
  - Robert Weber, austriacki piłkarz ręczny
  - Haley Webb, amerykańska aktorka
  - Hicham Amrani, marokański piłkarz
- 26 listopada – Andrea Bargnani, włoski koszykarz
- 27 listopada:
  - Lauren C. Mayhew, amerykańska wokalistka, aktorka
  - Alison Pill, kanadyjska aktorka
- 28 listopada:
  - Brayan Beckeles, honduraski piłkarz
  - Douglas Csima, kanadyjski wioślarz
  - Abner Mares, meksykański bokser
  - Caitlin McClatchey, brytyjska pływaczka
  - Landry N’Guémo, kameruński piłkarz
  - Álvaro Pereira, urugwajski piłkarz
  - Shy’m, francuska piosenkarka
  - Justyna Wasilewska, polska aktorka
- 29 listopada:
  - Cristian Bartha, rumuński siatkarz
  - Shannon Brown, amerykański koszykarz
  - Myrlena López, portorykańska siatkarka
  - Indira Terrero, kubańsko-hiszpańska lekkoatletka, sprinterka
  - Anna Trusowa, rosyjska zapaśniczka
- 30 listopada:
  - Kaley Cuoco, amerykańska aktorka
  - Hikari Mitsushima, japońska aktorka
  - Taras Szełestiuk, ukraiński bokser
- 1 grudnia:
  - Andretti Bain, bahamski lekkoatleta, sprinter
  - Eriko Ishino, japońska łyżwiarka szybka
  - Nathalie Moellhausen, włoska szpadzistka
  - Janelle Monáe, amerykańska piosenkarka, tancerka, autorka tekstów
  - Alicja Rosolska, polska tenisistka
  - Emiliano Viviano, włoski piłkarz, bramkarz
- 2 grudnia:
  - Michaela Jelínková, czeska siatkarka
  - Amaury Leveaux, francuski pływak
  - Dorell Wright, amerykański koszykarz
- 3 grudnia:
  - László Cseh, węgierski pływak
  - Brian Roberts, amerykański koszykarz
  - Sıla Şahin, turecko-niemiecka aktorka, modelka pochodzenia kurdyjskiego
  - Amanda Seyfried, amerykańska aktorka
- 4 grudnia:
  - Carlos Gómez, dominikański baseballista
  - Javier Lara, hiszpański piłkarz
  - Ahmet Peker, turecki zapaśnik
  - Krista Siegfrids, fińska piosenkarka, kompozytorka, autorka tekstów
  - Sarah Waterfield, kanadyjska wioślarka
- 5 grudnia:
  - Cyrielle Convert, francuska kolarka BMX
  - André-Pierre Gignac, francuski piłkarz
  - Frankie Muniz, amerykański aktor
  - Josh Smith, amerykański koszykarz
- 6 grudnia:
  - Dulce María, meksykańska aktorka, piosenkarka, autorka tekstów
  - Aristidis Grigoriadis, grecki pływak
  - Petr Trapp, czeski piłkarz
  - Darius Washington, amerykańsko-macedoński koszykarz
- 7 grudnia:
  - Dean Ambrose, amerykański wrestler
  - Alison Cerutti, brazylijski siatkarz plażowy
  - Olha Korobka, ukraińska sztangistka
  - Janine Sandell, brytyjska siatkarka
- 8 grudnia:
  - Happy Mary Bacia, ugandyjska wszechstronna lekkoatletka
  - Josh Donaldson, amerykański baseballista
  - Meagan Duhamel, kanadyjska łyżwiarka figurowa
  - Dwight Howard, amerykański koszykarz
  - Ołeksij Peczerow, ukraiński koszykarz
  - Andrei Prepeliță, rumuński piłkarz
  - Małgorzata Tracz, polska działaczka społeczna, polityk, poseł na Sejm RP
- 9 grudnia:
  - Ernesto Inarkiew, rosyjski szachista pochodzenia kirgiskiego
  - Joanna Jabłczyńska, polska piosenkarka, aktorka
- 10 grudnia:
  - Charlie Adam, szkocki piłkarz
  - Ollie Bridewell, brytyjski motocyklista wyścigowy (zm. 2007)
  - Vincent Bueno, austriacki piosenkarz
  - Roman Červenka, czeski hokeista
  - Lê Công Vinh, wietnamski piłkarz
  - Trésor Mputu, kongijski piłkarz
  - Raven-Symoné, amerykańska aktorka, piosenkarka, tancerka
- 11 grudnia:
  - Melissa Gorman, australijska pływaczka długodystansowa
  - Ewa Agnieszka Grabowska, polska brydżystka
  - Aytaç Sulu, turecki piłkarz
  - Zdeněk Štybar, czeski kolarz przełajowy i szosowy
- 12 grudnia:
  - Iva Ciglar, chorwacka koszykarka
  - Mamadou Baldé, senegalski piłkarz
  - Andrew Ladd, kanadyjski hokeista
  - Issa Ndoye, senegalski piłkarz, bramkarz
  - Sebastian Pęcherz, polski siatkarz
- 13 grudnia:
  - Marina Akułowa, rosyjska siatkarka
  - Michał Wypij, polski polityk, samorządowiec, poseł na Sejm RP
- 14 grudnia – Jakub Błaszczykowski, polski piłkarz
- 15 grudnia\
  - Kacper Bielicki, polski siatkarz
  - Zoe Lee, brytyjska wioślarka
- 17 grudnia:
  - Łukasz Broź, polski piłkarz
  - Sebastian Haupt, niemiecki skeletonista
  - Łukasz Janik, polski bokser
  - Katie Kox, amerykańska aktorka pornograficzna
  - Pawieł Sitko, białoruski piłkarz
  - Katri Ylander, fińska piosenkarka
  - Hicham Ziouti, francuski bokser
- 18 grudnia:
  - Tara Conner, amerykańska modelka
  - Anna Szarewicz, białoruska szachistka
- 19 grudnia:
  - Andrea Baldini, włoski florecista
  - Gary Cahill, angielski piłkarz
  - Marcel Gromadowski, polski siatkarz
  - Neil Kilkenny, australijski piłkarz
  - Sally Kipyego, kenijska lekkoatletka, biegaczka długodystansowa
  - Tadanari Lee, japoński piłkarz pochodzenia koreańskiego
  - Lady Sovereign, brytyjska piosenkarka
  - Christian Sprenger, australijski pływak
- 20 grudnia:
  - Jelizawieta Bojarska, rosyjska aktorka
  - Dino Djiba, senegalski piłkarz
  - Guo Dan, chińska łuczniczka sportowa
  - Ilijan Micanski, bułgarski piłkarz
- 22 grudnia:
  - Edurne, hiszpańska piosenkarka
  - Dmitrij Łarionow, rosyjski kajakarz górski
  - Pedro Muléns, kubański zapaśnik
  - Elina Nasaudrodro, fidżyjska judoczka
- 23 grudnia:
  - Lynne Beattie, brytyjska siatkarka
  - Monika Bosilj, chorwacka koszykarka
  - Harry Judd, brytyjski perkusista, członek zespołu McFly
  - Maria Martinez, andorska lekkoatletka, tyczkarka
- 24 grudnia:
  - Mirna Mazić, chorwacka koszykarka
  - Saidou Idrissa, nigerski piłkarz
  - Mikołaj Łopuski, polski hokeista
  - Manuel Machado, angolski piłkarz
  - Christina Schwanitz, niemiecka lekkoatletka, kulomiotka
  - Matthew Targett, australijski pływak
- 25 grudnia:
  - Dritan Abazović, czarnogórski polityk, premier Czarnogóry
  - Francis Doe, liberyjski piłkarz
  - Lukas Klapfer, austriacki kombinator norweski
  - Martin Mathathi, kenijski lekkoatleta, długodystansowiec
  - Jelena Nikołajewa, rosyjska dziennikarka, prezenterka telewizyjna, aktorka
  - Alexander Rusev, bułgarski wrestler
  - Renaldas Seibutis, litewski koszykarz
  - Nathan Smith, kanadyjski biathlonista
- 26 grudnia:
  - Damir Markota, chorwacki koszykarz, posiadający także szwedzkie obywatelstwo
  - Beth Behrs, amerykańska aktorka
  - Marija Jovanović, czarnogórska piłkarka ręczna
- 27 grudnia:
  - Logan Bailly, belgijski piłkarz, bramkarz
  - Paweł Buzała, polski piłkarz
  - Jérôme d’Ambrosio, belgijski kierowca wyścigowy
  - Jessica Harmon, kanadyjska aktorka
  - Daiki Itō, japoński skoczek narciarski
  - Telma Monteiro, portugalska judoczka
  - Yuka Nishida, japońska judoczka
  - Adil Rami, francuski piłkarz pochodzenia marokańskiego
  - Paul Stastny, kanadyjski hokeista pochodzenia słowackiego
  - Cristian Villagra, argentyński piłkarz
- 28 grudnia:
  - Ivan Perrillat Boiteux, francuski biegacz narciarski
  - Zamira Rachmanowa, rosyjska zapaśniczka
  - Michal Sersen, słowacki hokeista
  - Celeste Star, amerykańska aktorka
  - Benoît Trémoulinas, francuski piłkarz
- 29 grudnia:
  - Ursina Haller, szwajcarska snowboardzistka
  - Edyta Jurkiewicz, polska brydżystka
  - Nicolas Limbach, niemiecki szablista
- 30 grudnia:
  - Lars Boom, holenderski kolarz przełajowy i szosowy
  - Jakub Czakon, polski szachista
  - Arild Haugen, norweski bokser, strongman
  - Elouise Rudy, amerykańska lekkoatletka, tyczkarka
  - Anna Wood, amerykańska aktorka
- 31 grudnia:
  - Alaksandra Hierasimienia, białoruska pływaczka
  - Mulota Kabangu, kongijski piłkarz
  - Shay Laren, amerykańska aktorka erotyczna

sierpień:
- John McCall, północnoirlandzki rugbysta (zm. 2004)

## Zdarzenia astronomiczne
- 4 maja – zaćmienie Księżyca
- 19 maja – częściowe zaćmienie Słońca
- 28 października – zaćmienie Księżyca
- 12 listopada – częściowe zaćmienie Słońca

## Nagrody Nobla
- z fizyki – Klaus von Klitzing
- z chemii – Herbert A. Hauptman, Jerome Karle
- z medycyny – Joseph L. Goldstein, Michael Brown
- z literatury – Claude Simon
- nagroda pokojowa – Lekarze przeciw Wojnie Nuklearnej
- z ekonomii – Franco Modigliani

## Święta ruchome
- Tłusty czwartek: 14 lutego
- Ostatki: 19 lutego
- Popielec: 20 lutego
- Niedziela Palmowa: 31 marca
- Pamiątka śmierci Jezusa Chrystusa: 4 kwietnia
- Wielki Czwartek: 4 kwietnia
- Wielki Piątek: 5 kwietnia
- Wielka Sobota: 6 kwietnia
- Wielkanoc: 7 kwietnia
- Poniedziałek Wielkanocny: 8 kwietnia
- Wniebowstąpienie Pańskie: 16 maja
- Zesłanie Ducha Świętego: 26 maja
- Boże Ciało: 6 czerwca